# Українська Радянська Соціалістична Республіка
Украї́нська Радя́нська Соціалісти́чна Респу́бліка, (УРСР) (6 січня 1919 — 24 серпня 1991)  — одна із союзних республік у складі СРСР. Згідно означення «Енциклопедії українознавства», УРСР — комуністична державно-політична формація, що постала як результат збройної агресії більшовицької Росії з допомогою місцевих більшовиків проти Української Народної Республіки. За радянськими джерелами, УРСР — соціалістична держава. Була утворена після радянської окупації України.
У деяких працях українських істориків після 1991 року стверджується, що в деякі періоди свого існування УРСР мала певні формальні ознаки державності у структурі органів урядування. Відома масштабною індустріалізацією, тоталітаризмом сталінського штибу та геноцидом українців, зокрема, кількома голодоморами, які прийшли на зміну українізації 1920—1930-х років. У Західній Україні, яку анексував СРСР восени 1939 року, з метою встановлення більшовицького режиму та придушення українського визвольного руху проводили масові депортації місцевого населення та численні каральні акції НКВС—МДБ.
Керівною силою в УРСР проголошено Комуністичну партію (більшовиків) України (згодом перейменовано на КПУ), що входила на правах організації до РКП(б) (пізніше КПРС) і спиралася на Червону армію та структури державної безпеки (НК-ОДПУ > НКВС > МДБ > КДБ).
1945 року стала однією зі співзасновниць Організації Об'єднаних Націй (ООН). 1934 року столицею УСРР став Київ, до того часу був Харків.
24 серпня 1991 року Верховна Рада УРСР проголосила незалежність України, що стало кінцем існування УРСР.

## Назва
Від проголошення 6 січня 1919 і до 5 грудня 1936 державне утворення мало назву Украї́нська Соціалісти́чна Радя́нська Респу́бліка, УСРР, згідно з правописом 1928 року — Українська Соціялістична Радянська Республіка. У Конституції УРСР від 30 січня 1937 року вже зазначалася назва з урахуванням правопису 1933 року — Украї́нська Радя́нська Соціалісти́чна Респу́бліка, УРСР.
Також неофіційно вживаються назви:
- Українська Совєтська Соціалістична Республіка
- УССР
- Совєтська Україна
- Радянська Україна

## Історія створення та існування

### Створення
За історіографією часів СРСР, початком існування радянської влади на українських землях вважається 12 (25) грудня 1917, коли російськими більшовиками (РСДРП(б)) разом із російськими соціалістами-революціонерами був організований Перший Всеукраїнський з'їзд Рад у Харкові, на якому обраний Народний секретаріат, оголошений «радянським урядом України». Таким чином, радянська історіографія веде історію УРСР від 25 грудня 1917 р.
Під час виборів до Установчих зборів восени 1917 за більшовиків в Україні проголосувало лише 10 % виборців: 754 тис. голосів. В усій Росії більшовики спиралися на містян і робітників промисловості. В Україні ці групи були нечисленними та складалися переважно з «великоросів». У Волинській, Київській, Полтавській, Таврійській губерніях та на Чорноморському флоті не було обрано жодного депутата від більшовиків.

| Намагаючись розв’язати проблему протистояння політичних сил на свою користь, більшовики скликали 17 грудня 1917 Перший Всеукраїнський з’їзд Рад робітничих, солдатських та селянських депутатів. <…> Серед 2500 учасників з’їзду більшовицьких депутатів було тільки 60 (за іншими даними — 130). Звичайно, при такому співвідношенні сил більшовики не могли захопити владу в Україні у легальний спосіб. <…> Відносно мала кількість більшовицьких делегатів на з’їзді не була випадковою — це відбивало дійсну картину впливу більшовиків на території України. <…> |
| Під час дискусії виявилася неабияка розбіжність у поглядах делегатів на те, як саме проводити національну політику в Україні. Були й такі, що радили відкликати з Південно-Західного фронту гвардійський корпус, який був під впливом більшовиків, і кинути його на Центральну Раду. Подібні заяви Володимира Аусема та Євгенії Бош викликали гострий осуд більшості з’їзду. Маневр більшовиків України не вдався: замість вибрати нову Центральну Раду, підконтрольну більшовикам, з’їзд висловив діючій Центральній Раді повне довір’я. <…> Зрозумівши, що в Києві їм не вдасться нічого вдіяти проти Центральної Ради, більшовики разом із фракцією лівих російських соціалістів-революціонерів покинули з’їзд і переїхали до Харкова. Тут вони об’єдналися зі з’їздом Рад Донецького та Криворізького басейнів, що якраз відбувався, і оцей об’єднаний з’їзд проголосив себе першим Всеукраїнським з’їздом Рад, який обрав Центральний виконавчий комітет і Народний секретаріат, тобто перший радянський уряд України.[14] |
У такий спосіб був створений маріонетковий окупаційний уряд. В цей час, затягуючи переговори у Бересті, Раднарком Радянської Росії бажав виграти час, щоб завершити захоплення значної частини території України, включаючи її столицю Київ, сподіваючись замінити делегацію УНР делегацією створеного маріонеткового уряду «Радянської України»

| Не зайве ще раз підкреслити, що більшовики України були членами Російської соціал-демократичної робітничої партії (більшовиків), а не аналогічної української партії, якої на той час ще не існувало. Тобто вони виступали нічим іншим, як територіальною агентурою проводу більшовиків Росії, котрий використовував їх для здійснення своїх планів в Україні. А плани були ясні: за допомогою українського радянського уряду підірвати Українську Народну Республіку зсередини, а Центральну Раду розчинити у радах робітничих, селянських і солдатських депутатів.[15] |
| Усвідомлюючи справжній стан речей, Затонський в одній із своїх тодішніх промов сказав таке:[16] «Поки ще серед українців розколу немає і не передбачається, а тому доводиться вести війну з українським народом, а більшовиків тільки невеличка жменька»[14][17] |

Варто зазначити, що партія більшовиків — РКП(б) — була загальноросійською партією, а КП(б)У:
|  | Формально заснована у квітні 1918 як самостійна партія, але вже через 3 місяці, на своєму I з'їзді, КП(б)У увійшла до РКП(б) з підпорядкуванням спільним партз'їздам і ЦК. Оригінальний текст (рос.) Формально основана в апреле 1918 как самостоятельная компартия, но уже через 3 мес., на своём I съезде, КП(б)У вошла в РКП(б) с подчинением общим партсъездам и ЦК. |

Перший Всеукраїнський з'їзд Рад прийняв резолюції «Про організацію влади на Україні» та «Про самовизначення України». З'їзд проголосив, що «Україна проголошується Республікою Рад робітничих, солдатських та селянських депутатів». Українську робітничо-селянську радянську республіку в офіційних радянських актах відразу ж після її утворення називали «Українською Народною Республікою Рад».
У 1917—1920 відбулися три спроби встановлення радянської влади (а точніше — більшовицької диктатури) в УНР, супроводжувані військовою інтервенцією Радянської Росії.
У березні 1918 року раніше створена більшовиками Українська Народна Республіка Рад зі столицею у Харкові була проголошена незалежною державою.
28 листопада 1918 у Курську створено «Тимчасовий робітничо-селянський уряд України» та його збройні формування, після чого більшовики розгорнули наступ на Україну. Частини радянської (Червоної) армії 3 січня 1919 р. взяли Харків. А 6 січня 1919 року «Тимчасовим робітничо-селянським урядом України» вперше затверджено назву «Українська Соціалістична Радянська Республіка». УСРР (до січня 1919 використовувала назву «Українська Народна Республіка »)[джерело?] формально проголошена як «окрема держава» на 3-му Всеукраїнському з'їзді Рад 6—10 березня 1919, коли ухвалено першу Конституцію УСРР. Остаточно вона затверджена Всеукраїнським Центральним Виконавчим Комітетом на засіданні 14 березня 1919, підписана членами президії з'їзду: Раковським, П'ятаковим, Бубновим та Квірінгом, відомими більшовиками, але їх право виступати представниками українського народу дуже сумнівне.
УСРР проголошена 10 березня 1919 на 3-му Всеукраїнському з'їзді Рад у Харкові стосовно території, що знаходилася під контролем Червоної армії РСФРР. До початку 1923 року мала формальні ознаки незалежної держави, що від грудня 1920 року мала союзні відносини із РСФРР, БСРР, ЗСФРР. На час створення УСРР керівною силою в ній проголошено КП(б)У, що входила на правах обласної організації до РКП(б) і спиралася на збройні сили РСЧА РСФСР. КП(б)У була на той час нечисленною (4364 членів, з яких 130 українців, наприкінці 1918 р. на десятки мільйонів українського населення) і, внаслідок цієї обставини, не була представником ні українського робітничого класу, ні українського селянства.
Володимир Затонський, народний секретар у справах освіти радянської України:
|  | Називали себе урядом, та самі до того ставилися трохи гумористично. Та й насправді: який же з нас уряд без армії, фактично без території, бо навіть Харківська рада нас не визнавала. Апарату жодного... |

Василь Шахрай, народний секретар у військових справах радянської України, у розмові з Георгієм Лапчинським:
|  | ...Що це за уряд український, що його члени зовсім не знають і не хочуть знати української мови? Що не тільки не користуються жодним впливом серед українського суспільства, але воно навіть й не чуло раніше їхніх прізвищ? Що я за «військовий міністр», коли всі українізовані частини в Харкові мені доводиться роззброювати, бо не хочуть іти за мною на оборону радянської влади? За єдину військову підпору для нашої боротьби проти Центральної Ради ми маємо лише військо, що привів на Україну з Росії Антонов і що на все українське дивиться, як на вороже, контрреволюційне?... |

На думку історика Івана Рибалки:
|  | …проголошення харківського зібрання Всеукраїнським з'їздом рад, на якому було представлено менше третини рад, що тоді існували в Україні, не можна вважати легітимним. Через це й проголошення влади рад, утворення уряду, який майже цілком складався з більшовиків, теж не мало належних правових основ, тим більше, що на виборах до Всеросійських установчих зборів у листопаді 1917 р. за більшовиків проголосувало всього 10% українських виборців. ЦВК рад України і народний Секретаріат фактично були створені з волі Леніна для того, щоб виправдати й узаконити їхню війну проти УНР, Центральної Ради, зобразити її як внутрішню боротьбу революційних сил проти «буржуазної» політики Центральної Ради в українському суспільстві за встановлення радянської влади. До радянського уряду, в якому було тільки три українці (Скрипник, Затонський, Терлецький) входили люди, невідомі широким масам українського народу... Щоб видавати радянську владу в Україні за українську, більшовики перехопили й назву «Української Народної Республіки», а уряд назвали фактично за прикладом Генерального Секретаріату Народним Секретаріатом. Оголосили Україну федеративною частиною Росії, а федерального уряду там не було: радянська «УНР» фактично була адміністративним краєм, її органи влади виконували розпорядження Раднаркому Росії і, передусім, директиви ЦК РСДРП(б). |

### Вступ до СРСР
28 грудня 1920 під час VIII Всеросійського з'їзду Рад у Москві підписаний «Союзний договір між РСФРР та УСРР» про «військовий та господарський союз»: з боку РСФРР — Головою Раднаркому РСФРР В. Леніним та Наркомом закордонних справ РСФРР Г. Чичеріним, з боку УСРР — Головою Раднаркому УСРР та Наркомом закордонних справ Х. Раковським. Для досягнення проголошеної мети об'єднувалися «Комісаріати: 1) Воєнних та Морських Справ, 2) Вища Рада Народного Господарства, 3) Зовнішньої Торгівлі, 4) Фінансів, 5) Праці, 6) Шляхів Сполучення і 7) Пошти й Телеграфу». Від цього часу всі рішення стосовно господарської діяльності в Україні приймалися урядом РСФРР, а уряд УСРР ставав його виконавчим підрозділом.
14 грудня 1922 року на вечірньому засіданні п'ятого (завершального) дня VII-го Всеукраїнського З'їзду Рад було прийнято запропоновану Фрунзе Постанову «Про загальносоюзний з'їзд та вибір делегатів на нього» (рос. Об общесоюзном с'езде и выборе делегатов на него), в третьому (прикінцевому) пункті якої йшлося про таке:
|  | 3) Делегатів, обраних на Всеросійський з'їзд наділити від імені УССР делегатськими повноваженнями на розробку та остаточне затвердження конституції Союзу С. Р. Республік. Оригінальний текст (рос.) 3) Делегатов, избранных на Всероссийский с'езд облечь от имени УССР делегатскими полномочиями на разработку и окончательное утверждение конституции Союза С. С. Республик. |

Слід наголосити, що жодними іншими повноваженнями делегатів від УСРР на Перший Союзний З'їзд Рад наділено не було.
30 грудня 1922 року у Москві зазначений з'їзд відкрив свою роботу. Сталін зачитав Декларацію та Договір про утворення СРСР і запропонував їх затвердити. Однак, промовець від імені делегацій республік Фрунзе наголосив на передчасності остаточного ухвалення поданих документів, делегації автономних держав вважали необхідним внести додаткові гарантії, з цією метою повноважні делегації запропонували Договір прийняти за основу, розіслати на затвердження в республіки та, врешті, остаточно ратифікувати його під час Другого Союзного З'їзду Рад. Постанову про затвердження Договору в основному і було прийнято з'їздом. Текст Договору, наданий Сталіним, надалі було подано на підпис делегатам, свої підписи під ним поставили 23 з-поміж обраних від України 352 осіб.
Усе вищезазначене дає всі підстави стверджувати, що 30 грудня 1922 року УСРР де-юре не увійшла до складу Радянського Союзу, оскільки, по-перше, делегати від України на союзний з'їзд були уповноважені на розробку та остаточне затвердження Конституції (і не мали повноважень на прийняття чи розробку чи остаточне затвердження інших союзних документів — Декларації та/або Договору), по-друге, сам Договір з подачі Фрунзе був затверджений лише в основному, і по-третє, підписи під юридично нікчемним для УСРР документом поставили лише 23 делегати від України.
Таким чином, з 30 грудня 1922 року Українська СРР де-факто була анексована, втрачаючи номінальну незалежність, яку мала доти. Втім, незалежність республіки до 1929 року все ще була закріплена в змінах до артикулу (статті) 6 Конституції УСРР, внесених у 1925 році.
У жовтні 1924 Таганрізький та Шахтинський округи передані до складу РСФРР. У жовтні 1925 постановою ЦВК СРСР «Про врегулювання кордонів Української СРР з Російською СФРР і Білоруською СРР» до УСРР приєднано територію з населенням 278 000 осіб, а до складу інших республік, передусім до РСФРР, передано від України територію з населенням близько 479 000 осіб.. Водночас Кубань, заселена переважно українцями, не увійшла до УРСР і була поступово зросійщена.

Зміни адміністративного поділу сучасної території України 1921—1994

На час утворення СРСР назва республіки була Українська Соціялістична Радянська Республіка. Згідно з Конституцією 1936 року, порядок слів у назві республіки змінено на «Українська Радянська Соціалістична Республіка» (УРСР). Територія УСРР/УРСР зазнала низки змін і остаточно сформувалася в 1954.

### Українізація

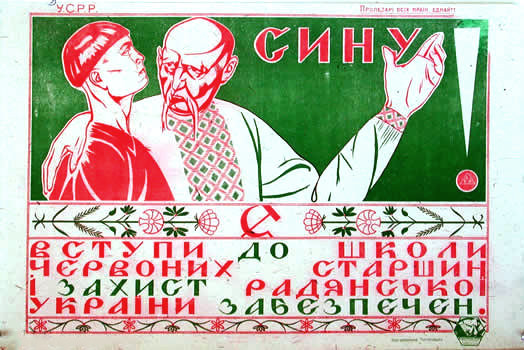
Плакат часів українізації

У квітні 1923 XII з'їзд РКП(б) проголосив політику коренізації. Її метою було посилення більшовицького контролю та впливу в національних районах шляхом сприяння розвитку національної за формою культури. Український варіант коренізації називався українізація. Вона проводилася шляхом залучення українців до державного апарату та керівних органів громадських організацій, запровадження української мови в усьому суспільному житті, в усіх установах і навчальних закладах. Хоча частка українців серед населення України становила 80 %, у керівному апараті КП(б)У їх було менш як 30 %. Органи радянської влади в Україні на 95 % складалися з російських або зросійщених працівників. Через це значна частина керівництва КП(б)У на чолі з Дмитром Лебедем опиралася українізації. Їй протистояла група, очолювана Миколою Скрипником, Олександром Шумським, Володимиром Затонським.
27 липня 1923 року Раднарком УСРР видав декрет «Про заходи в справі українізації шкільно-виховних та культурно-освітніх установ», яким визначав порядок і терміни переведення викладання на українську мову у навчальних закладах. 1 серпня того ж року видано постанову «Про забезпечення рівноправності мов та про сприяння розвиткові української культури», яка проголошувала рівноправність усіх мов на території УСРР й офіційність української мови як основної для офіційних зносин. Ставилася на меті українізація всього державного апарату задля зміцнення союзу влади і населення. Протягом 1924—1925 років українська мова запроваджена у більшості шкіл та установ республіки. Нагляд за проведенням українізації здійснював секретар ЦК КП(б)У Володимир Затонський. 30 квітня 1925 року Президія ВУЦВК і Раднаркому УСРР створили Всеукраїнську центральну комісію українізації на чолі з головою уряду Власом Чубарем. 20—29 листопада 1927 року, в Харкові, пройшов Х з'їзд КП(б)У, який відзначив «величезні досягнення» у галузі проведення національної політики. Чисельність українців у КП(б)У тоді становила 54,5 % її складу, у комсомолі — 65 %. Понад 50 % серед відповідальних працівників і працівників окружкомів партії було українців, у складі ЦК КП(б)У — 35 %, Політбюро ЦК КП(б)У — 66 %. Українською велося викладання і видання газет, журналів і літератури. Керівництво УСРР надавало культурну допомогу українцям Кубані, у Курській і Воронезькій губерніях, на Далекому Сході і в Казахстані.
Негативно на розвитку української культури позначилася діяльність одного з найближчих соратників Сталіна Лазаря Кагановича, який у 1925—1928 роках був генеральним секретарем ЦК КП(б)У. Він займався дискредитацію керівних діячів КП(б)У, був упередженим до української інтелігенції, опирався українізації, вишукуючи націоналістичні ухили. 26 квітня 1926 року Сталін надіслав Кагановичу та іншим членам Політбюро ЦК КП(б)У листа, у яких розкритикував політику українізації. Цей документ використано проти лідерів українізації, зокрема Олександра Шумського. 2 лютого 1927 року під тиском Кагановича Політбюро ЦК КП(б)У звільнило Шумського з посади наркома освіти УСРР. На об'єднаному пленумі ЦК і ЦКК КП(б)У, що працював 26 лютого — 3 березня 1927 року, Каганович дав початок кампанії боротьби проти «шумськізму», «хвильовизму» й «волобуєвщини», що загальмувало українізацію. На початку 1930-х років Сталін і його прихильники остаточно припинили її. Активні українізатори були репресовані більшовицьким режимом.

### Освіта
Після громадянської війни партія більшовиків намагалася підпорядкувати під свій контроль всі сфери культурно-освітнього і духовного життя суспільства. Ставилося на меті комуністичне виховання українського населення. Для цього насамперед було проведено кампанію з ліквідації неписьменності, що тривала з 1921 по 1935 роки. В її роботі брали участь громадські й партійні організації, а також школи та пункти ліквідації неписьменності. Завдяки кампанії кількість писемних збільшилася з 53 % (1920) до 70 % дорослого населення у містах і 50 % у селах (1927).
У 1920—1930-х роках в УСРР діяла загальноосвітня трудова школа двох ступенів: першого — 1—4 класи (8—11 років) і другого — 5—7 класи (12—15 років). Середню освіту (15—18 років) давали професійні школи з 3-річним строком навчання. Існувала мережа фабрично-заводського учнівства (ФЗУ) і гірничопромислових шкіл, де навчалися 3—4 роки ті, хто закінчив чотирирічну початкову школу. Тут готували робітників масових професій нижчої кваліфікації. Попри ріст кількості шкіл — від 17 тисяч (1923) до 20 тисяч (1928) — понад третина дітей шкільного віку залишалися без освіти. Викладання велося переважно українською мовою, хоча існували й національні школи. В 1920—1930-х роках в освіті панував класовий підхід, за яким представники робітничого класу мали привілеї. У школах впроваджено вивчення марксизму.

### Індустріалізація і Голодомор
З 1928 року впроваджено в життя 5-річний план, а з ним колективізацію сільського господарства та індустріалізацію коштом селянства. Тоді ж припинено НЕП, а в національній політиці Москва, побоюючись українського культурного відродження, вдарила по діячах культури, науки і релігійного життя, інспірувавши процес Спілки визволення України 1930 року. Від колективізації жахливо потерпало село, особливо в часи штучно викликаного голодомору 1932—1933 рр.
У 1930-х pp. проведено кількаразові чистки в державному та партійному апараті УСРР; перші секретарі ЦК КП(б)У чергувалися один за одним (Лазар Каганович, Станіслав Косіор, Микита Хрущов).
У 1935—1937 рр. чистку перенесено на всі щаблі партійних і урядових кадрів. Косіор і другий секретар КП(б)У Постишев були ліквідовані, кілька керівних діячів наклали на себе руки. Масово розстрілювали діячів української культури. Було скасовано рештки адміністративної й економічної автономії УРСР.
Згідно з Конституцією 1936 року, порядок слів у назві республіки змінено на «Українська Радянська Соціалістична Республіка» (УРСР)
Щойно після того, як у великій чистці обезголовили на 70—80 % державно-партійний апарат УРСР, 1938 року на посаду першого секретаря ЦК КП(б)У скерували Микиту Хрущова.

### Політика керівництва Радянської Росії та СРСР щодо УСРР—УРСР
Від першого дня захоплення влади у Російській республіці, більшовицьке крило РСДРП провадило політику насильницького утримання українських земель під владою Росії.
1928 року, вперше в СРСР, у журналі «Більшовик України» (№ 2—3) економістом-географом Михайлом Волобуєвим у статті «До проблеми української економіки» було викрито колоніальний характер політики російського керівництва держави щодо українських земель у складі СРСР. У статті окреслено фази розвитку колоніальної політики царату в Україні до 1917 року і спростовано версію про повну єдність дореволюційної російської економіки. На думку Волобуєва, економіка була єдиною на антагоністичній імперіалістичній основі, але, з погляду відцентрових сил пригнічених нею колоній, вона являла собою комплекс національних економік. Україна ж являла собою єдиний господарський комплекс.
Однак, за радянської влади, ці обставини ігнорували і російські економісти, і московські керівні установи (зокрема Держплан СРСР), які взагалі уникали навіть назви «Україна», віддаючи перевагу термінам «Південь», «Південний район», «Південно-Західний», «Південь Європейської Росії», «Південноросійське господарство», і, також, вважали Україну колонією європейського типу, що увійшла до складу СРСР. Волобуєв заявив, що Україна має всі ознаки колонії Росії і економічно експлуатується нею.
За перше пореволюційне десятиріччя питання про конфлікти між Україною і Росією, питання українських домагань й опозиційних рухів стояло близько десяти разів перед керівництвом Комінтерну — на міжнародних конгресах і на пленумах.
За рішенням ЦК ВКП(б) від 24 січня 1933 року другим секретарем ЦК КП(б)У призначений Павло Постишев, з наданням йому диктаторських повноважень. Одночасно із ним в Україну направлено до кожного району близько 30 «політкомісарів», що разом складало близько 15 000 осіб. Ця акція ознаменувала початок насильницького втручання Москви в українській внутрішні справи.
Одночасно із організацією Голодомору 1932—1933 років провадилося нищення національної культури та інтелігенції України усіх національностей. Тарас Гунчак наводить підрахунки Григорія Костюка:

| 1. Знищено Українську автокефальну православну церкву з усім єпископатом, духівництвом і багатьма віруючими. 2. Знищено основоположника і творця новітньої української історичної школи академіка Михайла Грушевського, всіх його учнів і всі наукові заклади, де вони працювали. 3. Знищено історичну школу академіка Матвія Яворського разом з усіма учнями і заснований ним Інститут історії. 4. Знищено філософську школу академіка Юринця, усіх його учнів, а також Інститут філософії. 5. Знищено Науково-дослідний інститут літературознавства імені Шевченка, а його директора Сергія Пилипенка та більшість працівників ув'язнено або розстріляно. 6. Знищено Науково-дослідний інститут історії української культури імені академіка Дмитра Багалія з усіма його співробітниками. 7. Розгромлено Інститут мовознавства Академії наук. Переважну більшість співробітників Інституту знищено. 8. Знищені Сільськогосподарська академія і Науково-дослідний інститут економіки та організації сільського господарства з його керівниками і співробітниками. 9. Розгромлено Український науково-дослідний інститут сходознавства, а директора Л.І.Величка і більшість наукових співробітників заарештовано. 10. Розгромлено всі літературно-мистецькі об'єднання та організації, а всіх основних письменників і критиків заарештовано (за неповними даними — 97 осіб). 11. Знищена велика мистецька школа бойчукістів на чолі з видатним художником Михайлом Бойчуком. 12. Знищено театр «Березіль», а його керівника Леся Курбаса і ряд визначних акторів ув'язнено. Курбас загинув у концтаборі. 13. Розгромлено видавництво і редакцію Української Радянської Енциклопедії, а керівництво і редакторів її знищено. 14. Заборонено студії над історією КП(б)У на підставі архівних джерел, а визначних істориків М. Равича-Черкаського та М. Попова разом з їхніми співпрацівниками знищено. 15. Майже весь професорський склад усіх українських вищих навчальних закладів був заарештований і знищений.[41] |

### Друга світова війна

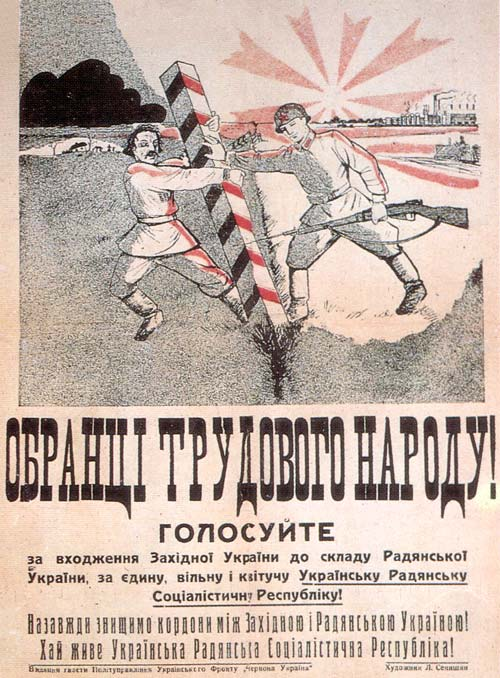
Плакат 1939 р., який закликає голосувати за входження Західної України до складу Української РСР

Унаслідок політичної угоди між СРСР та гітлерівською Німеччиною у вересні 1939 р. і червні-липні 1940 р. до УРСР було приєднано західноукраїнські землі, які до того перебували у складі Польщі та Румунії.
Ще до формального узаконення включення захоплених земель до складу СРСР була розпочата депортація населення у східні регіони СРСР.
У кінці вересня 1939 до Львова прибули член Військової Ради Українського фронту М. Хрущов та нарком внутрішніх справ УРСР І. Сєров. Останній особисто керував масовими арештами, виконуючи наказ Л. Берія «очистити» територію Західної України від «українських буржуазних націоналістів» та «польських ворожих елементів». 28 червня 1940 р. територія Північної Буковини та Хотинщини була окупована та анексована СРСР за таємним додатковим протоколом пакту Молотова — Ріббентропа.
Територія краю стала Чернівецькою областю УРСР. Уже 3 липня на анексованих територіях розпочалися політичні репресії.
Вересень 1940, Москва. Нарком оборони СРСР К. Ворошилов видав наказ забезпечити у Галичині та на Волині доброзичливе ставлення до німецьких колоністів. Містилася категорична заборона реквізицій, вимога розраховуватися за придбані товари грішми.
Того ж місяця нарком оборони СРСР К. Ворошилов видав наказ № 0059, у якому констатував доведені до відома Й. Сталіна повідомлення про злочинні дії бійців і командирів 6-ї армії Українського фронту на зайнятій ними території Західної України, зокрема випадки самочинних розстрілів. Командарму армії Ф. Голікову і члену Військової Ради Захаричову …оголошено догану.  [Архівовано 23 червня 2013 у WebCite]
Німецько-радянська війна (1941—1945) відбувалася значною мірою на українських землях, й Україна зазнала в ній великих руйнацій і шкоди. Територію окупованої німецькими військами України знову було адміністративно розподілено на західну (Дистрикт Галичина у складі Генерал-губернії Польща) та східну (Райхскомісаріат Україна) частини, права корінного населення значно обмежено, попри періодичні, суто формальні, вияви «симпатії» до українства (наприклад, заборона в деяких містах на вживання російської мови в адміністративних установах). У 1943—1944 рр. Червона армія звільнила територію УРСР від німців і почала відновлювати радянські порядки.
Початково на Західній Україні велася дещо відмінна політика (наприклад, колективізацію відкладено на 1948—1950 pp.), проте ліквідація Греко-Католицької Церкви (1946) і боротьба проти збройного підпілля УПА (1944—1952) створила з західноукраїнських земель пацифіковану зону з масовими депортаціями й арештами.
Початкові надії, що автономія й зовнішній престиж (вступ УРСР до ООН) після війни зростуть, не виправдалися. Сталін і партійне керівництво в Москві повели «політику твердої руки».

### Вступ до ООН та пов'язані із ним події
1945 року Українська РСР стала однією зі співзасновниць Організації Об'єднаних Націй (ООН), разом з Білоруською РСР та СРСР.
Створенню Організації Об'єднаних Націй сприяли результати Московської конференції міністрів закордонних справ США, Великої Британії та СРСР у жовтні 1943 р. 30 жовтня 1943 р. США, Велика Британія, СРСР та Китай (за дорученням свого уряду — посол Китаю у СРСР) підписали Декларацію про загальну безпеку — документ, який вперше зафіксував рішення про заснування Організації Об'єднаних Націй, що потім став основою майбутнього Статуту ООН.
4 березня 1944 р. з Москви до Києва надійшла директива, на основі якої 6-та сесія Верховної Ради УРСР ухвалила закон «Про утворення союзно-республіканського Народного комісаріату закордонних справ УРСР», також внесла відповідні зміни до своєї Конституції.
Однією з основних причин, що змусили Сталіна та союзне керівництво розширити повноваження УРСР на міжнародній арені, стало бажання збільшити свій вплив у новій міжнародній структурі за рахунок додаткових голосів.

### Післявоєнна відбудова
Знищена війною матеріально і вичерпана у людських ресурсах, Україна боролася з труднощами відбудови і відновлення. Згідно з радянською статистикою воєнні збитки України становили 285 млрд крб у довоєнній валюті [джерело не вказане 2047 днів]. Величезних збитків від воєнних дій та окупації було завдано господарству республіки — крім пограбованих і виведених з ладу німецькими фашистами тисяч промислових підприємств, було вщент розорено сільське господарство. В Україні промислове виробництво у 1945 складало лише 26 % рівня 1940 р. Україні самій доводилося відбудовувати своє народне господарство[джерело не вказане 793 дні], майже без зовнішньої допомоги (Радянський Союз відкинув План Маршалла), до того ж необхідно було давати свої незначні засоби і робочу силу на відбудову майже всього Радянського Союзу. Ряд евакуйованих у глибину СРСР підприємств не повернено в Україну[джерело не вказане 793 дні]. 1946 Україна зазнала чергового голоду. Поряд з тим почався наступ на деякі концесії, надані українській культурі під час війни, також наприкінці 1940-х pp. проведено чергову чистку в КП(б)У під закидом боротьби з буржуазним націоналізмом[джерело не вказане 793 дні].
У 1950-х pp. далі тривав наступ російського великодержавного шовінізму на українство, зокрема на західноукраїнських землях після Другої світової війні майже винищено організоване українське збройне й політичне підпілля (УПА, ОУН). У 1951 році московська газета «Правда», «викривала націоналістичні ухили» у творах таких режимних авторів, як В. Сосюра (поезія «Любіть Україну») й О. Корнійчук (лібрето опери «Богдан Хмельницький»). Це було продовження «ждановщини» у національній політиці, здійснюване першим секретарем ЦК КПУ росіянином Л. Мельниковим. Стан «Холодної війни» Кремлівська влада використала як додатковий аргумент для посилення терору в Україні, поширеного й на єврейське населення. [джерело не вказане 2047 днів]
Однак смерть Сталіна і наступна боротьба за владу в Кремлі деякою мірою захитали цей курс. Це виявилося в усуненні першого секретаря ЦК КПУ Л. Мельникова, звинуваченого в русифікації західноукраїнських земель, і призначенні на його місце О. Кириченка, першого українця від часу короткого секретарства Д. Мануїльського (1922). Нове колективне керівництво намагалося знайти тимчасовий компроміс між імперіальними інтересами СРСР і національними прагненнями неросійських народів. В Україні створилися можливості деякої культурної діяльності: пільги в дослідженні і публікаціях з гуманітарних і суспільних наук, почалася контрольована лібералізація («відлига») в літературі і мистецтві. Але ювілей 300-ліття Переяславської угоди 1654, т. зв. возз'єднання України з Росією, Москва максимально використала для ідеологічного зміцнення «єдності» (гасло «навіки разом») України з Росією, підкреслюючи іноді ідею партнерства «двох великих народів» СРСР. У «Тезах про 300-річчя возз'єднання України з Росією (1654—1954)» була викладена спотворена концепція історії України: спільність походження (з праруського народу) росіян, українців і білорусів, їх нерозривна єдність і ніби прагнення до неї протягом історії, вигоди спілки України й Росії навіть під пануванням царів. Пропагандивним виявом «дружби» України з Росією був закон прийнятий Верховною Радою СРСР 26 квітня 1954 про передачу Кримської області до складу УРСР
Намагаючись здобути собі прихильність суспільства, колективне керівництво заініціювало ряд нових законів, в основному в господарській сфері. Для збільшення продукції збіжжя М. Хрущов, поряд з укрупненням колгоспів, проголосив 1954 план засвоєння цілинних земель Сибіру і Казахстану. З України для постійного поселення на цілинних землях мобілізовано близько 100 000 осіб, переважно молоді. Колгоспам надано деякі пільги й декретовано підвищення цін на сільськогосподарські продукти. Але цілинний проєкт не дав бажаних наслідків, і Хрущов запровадив подальші реформи: 1958 скасовано машинно-тракторні станції (МТС) з залишенням у руках держави лише ремонтно-технічних функцій (РТС). Проведено кампанію за збільшення посіву кукурудзи, а також збільшеної продукції хімічних добрив. Одночасно запроєктовано т. зв. міжколгоспні об'єднання, але для обмежених цілей виробництва будівельних матеріалів і будівництва.
Після досягнення на поч. 1950-х pp. рівня довоєнної продукції, насамперед у видобутку вугілля й металургії, в УРСР розпочато розбудову й інших галузей промисловості, головним чином паливно-енергетичної, машинобудівної і металообробної. Курс Г. Маленкова на підвищення виробництва продуктів споживання не дав бажаних наслідків, й Україна далі терпіла на велику нестачу житлової площі, брак товарів першого вжитку і назагал низьку купівельну спроможність населення, не зважаючи на деяке підвищення заробітної плати.
Реорганізація промисловості відбувалася у двох напрямах: децентралізація господарського управління і творення господарських районів (ради народного господарства). В УРСР постало кілька союзно-республіканських міністерств (чорної й кольорової металургії, вугільної промисловості та ін.), наслідком чого частка промислової продукції УРСР, підпорядкована всесоюзним міністерствам у Москві, зменшилася з 64 % 1953 до 24 % 1956[джерело не вказане 793 дні]. Розширення повноважень республіканських урядів радянська пропаганда підносила як вияв автономізації республік й усунення т. зв. «антипартійної групи» Молотова, Маленкова, Кагановича виправдувала їх опозицією до розширення прав союзних республік.

### Хрущовські реформи
З травня 1957 господарське планування й управління перейшло на систему господарських районів, керованих радами народного господарства, яких в УРСР було 14, згодом 7. Через те, що децентралізація управління й утворення раднаргоспів, призвели до т. зв. «місницьких» тенденцій (висування місцевих і республіканських інтересів перед загальносоюзними), 1962 розпочато рецентралізацію, а після усунення від влади Хрущова відновлено повністю стару централізовану бюрократичну систему управління господарством (1965).
Однією з хрущовських ініціатив у плані боротьби з «культом особи» (про яку було оголошено на XX з'їзді КПРС) була реабілітація частини політичних в'язнів і повернення багатьох засланих в Україну. Однак це не стосувалося засуджених на значні терміни політичних діячів й учасників підпілля УПА та багатьох церковних діячів. Намагання відновити «соціалістичну законність» мало своїм наслідком нову кодифікацію радянського законодавства. В культурній сфері режим пішов на заснування нових українських друкованих видань, відновлення установ та товариств, які раніше були ліквідовані або створення нових. Розпочато загальний перехід на обов'язкове 8-річне шкільне навчання. Запроваджена законом 17.04.1959 «Про зміцнення зв'язку школи з життям» реформа шкільництва підкреслювала, з одного боку, потребу виробничо-технічних знань, але водночас була розрахована на русифікацію освіти в Україні. Дискусія над проєктом закону виявила тривожні голоси з боку української інтелігенції, яка побоювалася, що цим узакониться другорядне становище української мови, яку учні відтепер не будуть зобов'язані вивчати як мову республіки. У цьому законі, схваленому в усіх республіках, крилася нова доктрина національної політики КПРС — злиття націй і культур («зближення та взаємозбагачення»), що була схвалена на XXII з'їзді КПРС. В Україні цю нову політику пропагували І. Кравцев та А. Скаба, а Москва висунула на ідеолога концепції «злиття націй» узбека Б. Ґафурова. Разом з тим у 1957—1962 pp. посилено велася антирелігійна боротьба, у ході якої ліквідовано близько половини парафій і церковних громад, дві третини монастирів та дві з трьох православних духовних семінарій в Україні.
Критикою «культу особи» та засудженням практики сталінізму радянський режим мимоволі відкрив дорогу прагненням до справжньої лібералізації, які вже було не легко контролювати. На національному відтинку це була оборона мови, культурної спадщини, зростання зацікавлення незфальшованою історією, а головне — настанова підвищити рівень літературної і мистецької творчості. На цьому тлі народився рух «шістдесятників», який став популярним спершу серед молодої літературної генерації, а згодом і серед ширшої громадськості як нове суспільне явище. Він стимулював громадську думку, критику національної політики комуністичної партії. Витворився творчий фермент, який знаходив вияв і в офіційних установах республіки, в основному — в культурі, та в пресі.
З метою укріплення своїх позицій М. Хрущов притягнув до Москви деяких своїх соратників з України: А. Кириленка, М. Підгорного, а ще раніше Л. Брежнєва, що викликало на Заході припущення, ніби в Кремлі урядує «українська мафія». Проте тон у національній політиці задавали російські консервативні апаратники, протектором яких був М. Суслов, головний ідеолог КПРС. Падіння Хрущова зміцнило позицію централістів, зокрема в галузі народного господарства (галузева перебудова управління 1965), а в національній політиці партії призвело до посилення російського шовіністичного курсу, русифікації та звуження повноважень союзних республік.

### Дисидентський рух
В УРСР посилено боротьбу проти дисидентського руху, який набрав форм боротьби з русифікацією, з порушеннями законності, оборони громадянських і національних прав. 1965 р. проведена перша хвиля арештів у Києві та на Заході України. Опозиція набрала прилюдного характеру й почала виявлятися у формі «Самвидаву». Вже раніше почало наростати невдоволення, що виявилося в критиці радянської національної політики в офіційних установах та організаціях, наприклад, у Спілці письменників, у наукових установах (конференція з питань культури мови в Київському Університеті в лютому 1963). Носіями цього руху була здебільшого молодь, найвиразнішими представниками якої стали В. Симоненко, В. Чорновіл, І. Світличний, А. Горська, І. Сокульський, В. Мороз і зокрема І. Дзюба з його самвидавною працею «Інтернаціоналізм чи русифікація?», яка стала своєрідною політичною програмою руху опору 1960-х років. Стихійне відзначення шевченківських роковин, протести (з приводу підпалу фонду рукописів бібліотеки АН УРСР), політичні процеси, спонтанна художня самодіяльність стали каталізаторами нового відродження, що охопило широкі кола суспільності. Хоч почалися вже репресії, проте режим також ніби робив деякі поступки (спроба за міністра вищої освіти Ю. Даденкова поширення викладання українською мовою, заснування Донецького університету 1965, дні і декади української культури в різних республіках і за кордоном, участь УРСР у міжнародних виступах, серед іншого — на ярмарку в Марселі, усунення 1968 А. Скаби, що був відповідальним за ідеологічні справи, з секретаріату ЦК КПУ).
Найважливішим політичним процесом 1960-х років став таємний процес 7 українських юристів (Л. Лук'яненка, І. Кандиби та ін.) перед обласним судом у Львові 16—20 травня 1961. Підсудним закидали, що вони нібито хотіли силою відірвати УРСР від інших радянських республік. Насправді підсудні збиралися тільки зовсім мирно й легально агітувати за вихід УРСР на підставі статті 17 конституції СРСР 1936. «За зраду батьківщини» Лук'яненка засудили на розстріл, інших на тривале ув'язнення. Верховний суд УРСР, проте, замінив смертний вирок на 15 років ув'язнення.
Дискримінація української культури, репресії проти окремих діячів та взагалі протестний рух збудили інтерес до українських справ за кордоном, зокрема й у Комуністичної партії Канади, яка 1967 р. вислала офіційну делегацію для ознайомлення з ситуацією в Україні. Звіт делегації був критичним, і Москва домоглася відкликання його.
На господарському відтинку декретовано гарантовану мінімальну зарплату колгоспникам (1966), чим відносно покращено долю селян, частина підприємств (бл. 20 %) перейшла на нову систему планування й економічного стимулювання (реформа, запропонована харківським економістом Є. Ліберманом, яку введено експериментально в усьому СРСР, але згодом її дуже обмежено). Індустріальний потенціал України збільшився завдяки побудові значного числа нових великих заводів (бл. 900) й модернізації ряду інших. Українська промисловість частково зорієнтовано на експортну продукцію.
Наприкінці 1960-х pp. події в Чехословаччині мали деякий відгомін в Україні. Радянська збройна інтервенція пояснювалась зокрема побоюванням Москви щодо можливості впливу «Празької весни» на сусідні республіки СРСР. Разом з тим відчувалися труднощі у партійних і бюрократичних взаєминах між центром і Києвом. Місцеві партійні керівники, очолені П. Шелестом, відстоювали в Москві деякі господарського права і домагання УРСР щодо інвестицій і політики в питанні кадрів, а також певного ступеня культурної автономії. Цю ситуацію ще більше ускладнювала наявність дисидентського руху. На початку 1970-х pp. московське керівництво твердило, що київські комуністи не можуть дати собі ради з дисидентами, і вимагало розгрому опозиції. Оскільки цього не зроблено в 1970—1971 pp., Москва доручила провести чергову хвилю арештів (січень-квітень 1972) серед діячів руху опору, а разом з тим з України усунено в травні 1972 П. Шелеста, пов'язане з критикою його книги «Україно наша радянська» за «національні ухили». З відходом Шелеста від керівництва КПУ замінено й відповідального за ідеологічні справи в КПУ Федора Овчаренка Валентином Маланчуком. Тоді ж розпочато чистку секретарів обкомів (1972—1973 замінено 5 перших секретарів). Першим секретарем ЦК КПУ після Шелеста став В. Щербицький, який під протекцією Леоніда Брежнєва слухняно провадив лінію Москви. У партії він зміцнив дисципліну й усунув від впливів більш незалежні елементи, особливо з т. зв. харківської (висуванці М. Підгорного) і київської груп (П. Шелеста), залучаючи до керівництва людей Л. Брежнєва (дніпропетровська група). У середині 1970-х років з'явилося більше росіян на впливових постах у партії й уряді, наприклад, у січні 1976 р. росіянин Іван Соколов був призначений другим секретарем ЦК КПУ (відповідальний за кадри). Назагал партійна і державна бюрократія стала ще більш відчуженою від народних мас. Частково толеровану українізацію окремих установ і шкільництва припинено; багато свідоміших одиниць, які активізувалися в 1960-х pp., усунено. Одночасно проведено чистку в різних українських науково-культурних установах, зокрема в інститутах археології, історії і філософії АН УРСР, в Українському Товаристві охорони пам'ятників історії та культури та ін.
Проте хвиля арештів 1972 р. не зупинила руху опору, хоч завдала йому дошкульних ударів. «Український Вісник» (1 випуск 1970) з'являвся до 1974 р., на Захід почали доходити інші документи «Самвидаву». У 1972—1973 рр. невдоволення населення почало виявлятися в страйках і заворушеннях (Дніпропетровськ, Дніпродзержинськ, Київ). Розпочата між Заходом і СРСР політика «розрядки» якоюсь мірою сприяла цим ферментам і рухові опору, зокрема після підписання Кінцевого акту Гельсінських угод про європейську безпеку і співробітництво (1975). На цій підставі оформився в СРСР і УРСР правозахисний рух. Українська громадська група сприяння виконанню Гельсінських угод постала в листопаді 1976 р. під проводом письменника Миколи Руденка; до неї приєднався відомий дисидент українського роду в Москві генерал Петро Григоренко. У 1977—1980 pp. групу, яка поповнювалася новими членами, майже ліквідовано (останній голова на волі Оксана Мешко заарештована 1980 р.). Документи київської Гельсінської групи, що реєстрували порушення національних і людських прав в Україні, вияскравили важкий підневільний стан України перед світовою думкою, в основному на Бєлградській і Мадридській конференціях, скликаних для перевірки виконання Гельсінських угод. Ряд нових документів політ. в'язнів з таборів після 1977 р. ще виразніше унагляднюють політичні цілі руху опору — державне визволення України (звернення Українського Національного Визвольного руху до ООН 1979 р. і заяви Українського Патріотичного руху).
На релігійному відтинку особливо переслідуються євангельські християни баптисти «ініціативники», як також інші протестантські групи (п'ятдесятники, Свідки Єгови), поширені в Україні. Окремі греко-католицькі священники, що діяли нелегально, разом з мирянами домагалися легалізації своєї Церкви на Західній Україні, але безуспішно; їхні громади продовжують діяти підпільно, причому були арешти і процеси проти їх активістів (1969 засуджено таємного єп. Василя Величковського). За винятком зах. укр. земель, правосл. Церква в Україні піддана русифікації. Офіційна пропаганда поборює концепцію української автокефалії та окремої східної Української Католицької Церкви. Екзарх України, київський митрополит Філарет відігравав чималу роль в ієрархії Російської православної церкви, головоно в її зовнішніх зв'язках.
Протягом 1970-х pp. посилився еміграційний рух єврейського населення з СРСР, у тому числі й з України, до Ізраїлю і на Захід, який охопив бл. 100—125 000 українських євреїв. Але з українських діячів опору видалені на Захід лише одиниці: Леонід Плющ (1976), Петро Григоренко (1977), Надія Світлична (1978), Валентин Мороз і пастор Георгій Вінс (1979) та Святослав Караванський, Ніна Строката (дружина С. Караванського) і Володимир Малинкович (1980).
Народне господарство УРСР повнотою інтегроване в загальну радянську економічну систему, підлягало тим самим змінам, що й загальна радянська економіка. Частка УРСР у загальному союзному національному прибутку (бл. 20 %) не була пропорційно відбита в капіталовкладеннях. Україна докладала для розвитку інших районів СРСР. В УРСР не реалізовано жодних більших проєктів розбудови промисловості чи транспорту й капітального будівництва. Закінчено розпочату давніше побудову т. зв. Дніпрового каскаду ГЕС, який, дає електроенергію не лише для внутрішнього вжитку, але й на експорт.
Економічна ситуація СРСР з середини 1970-х pp. назагал погіршилася, темпи річного приросту сповільнилися (з 8,5 % у 1970 до 3,2 % 1981), на що вплинула й світова енергетична криза. Кілька неврожаїв спричинили харчову кризу, що змусило радянський уряд імпортувати значну кількість збіжжя. При цьому радянське керівництво продовжувало витрачати поважні суми на озброєння та коштовні міжпланетарні дослідження. Немало коштують радянській економіці чималі видатки, пов'язані з зовн. допомогою та військовими інтервенціями в Африці і на Близькому Сході. Факт, що українці гинуть з 1980 в Афґаністані, створив атмосферу війни, якою погрожує воєнна верхівка в Кремлі, драматизуючи ситуацію ще й китайською небезпекою. Курс на військову перевагу СРСР та використання слабих місць Зах. чи «третього світу» створив нове напруження між Зах. і сов. блоком. Змін чи їх ознак не вніс і 26 з'їзд КПРС (лютий 1981), який підтвердив попередні позиції та те саме керівництво в Москві і в УРСР. Події у Польщі 1980—1981 викликали ще більшу чуйність Москви у зах. респ., гол. в УРСР; запроваджено ряд обмежень щодо руху населення. Далі зберігається суворо олігархічний характер сов. влади, при чому до слова більше приходять рос. націоналістичні кола. Укр. елементи, які в 1960-х pp. могли мати ще деякі впливи в Кремлі, тепер мають лише номінальне представництво.

### Територіальні зміни
У часи Другої світової війни 1939—1945 років територія УРСР зросла за рахунок анексованих СРСР земель Західної України. Проте одночасно, на підставі рішень керівництва СРСР, низка територій була передана іншим республікам: Берестейщина та північне Полісся — Білорусі; Стародубщина, Таганрозька та Шахтинська округи — РРФСР; Придністров'я (Подністров'я) — Молдавській РСР.
У 1954 до складу УРСР включена Кримська область.
Від 1959 року УРСР була поділена на 25 областей. У 1970—1980-х роках була третьою союзною республікою СРСР за площею після РРФСР та Казахстану. За економічними і демографічними показниками була другою після РРФСР. Виробляла чверть усієї продукції СРСР. За останнім переписом населення 1989 року нараховувала 52 млн мешканців.

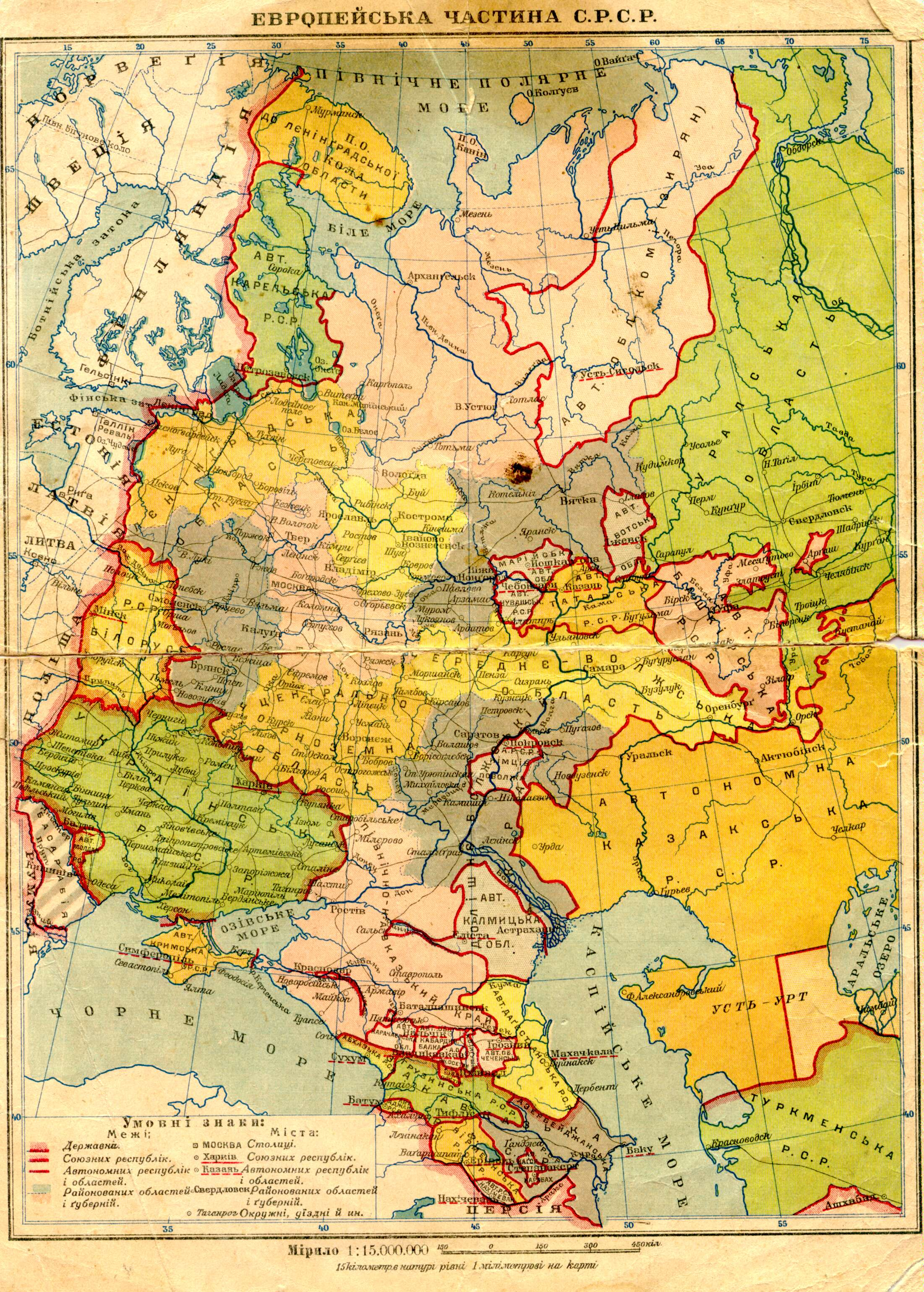
Мапа європейської частини СРСР, 1929 р.
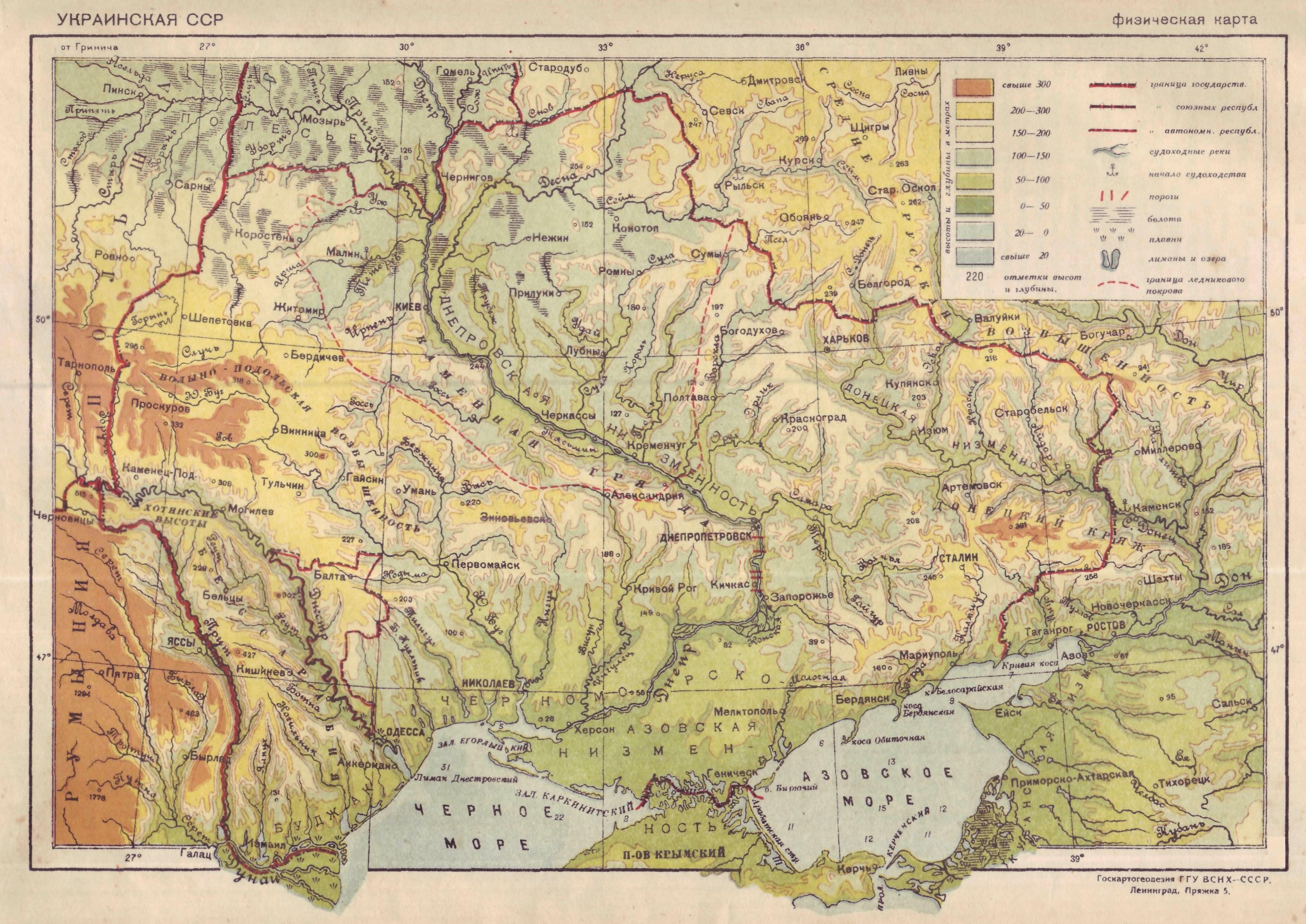
УСРР, 1931 р.
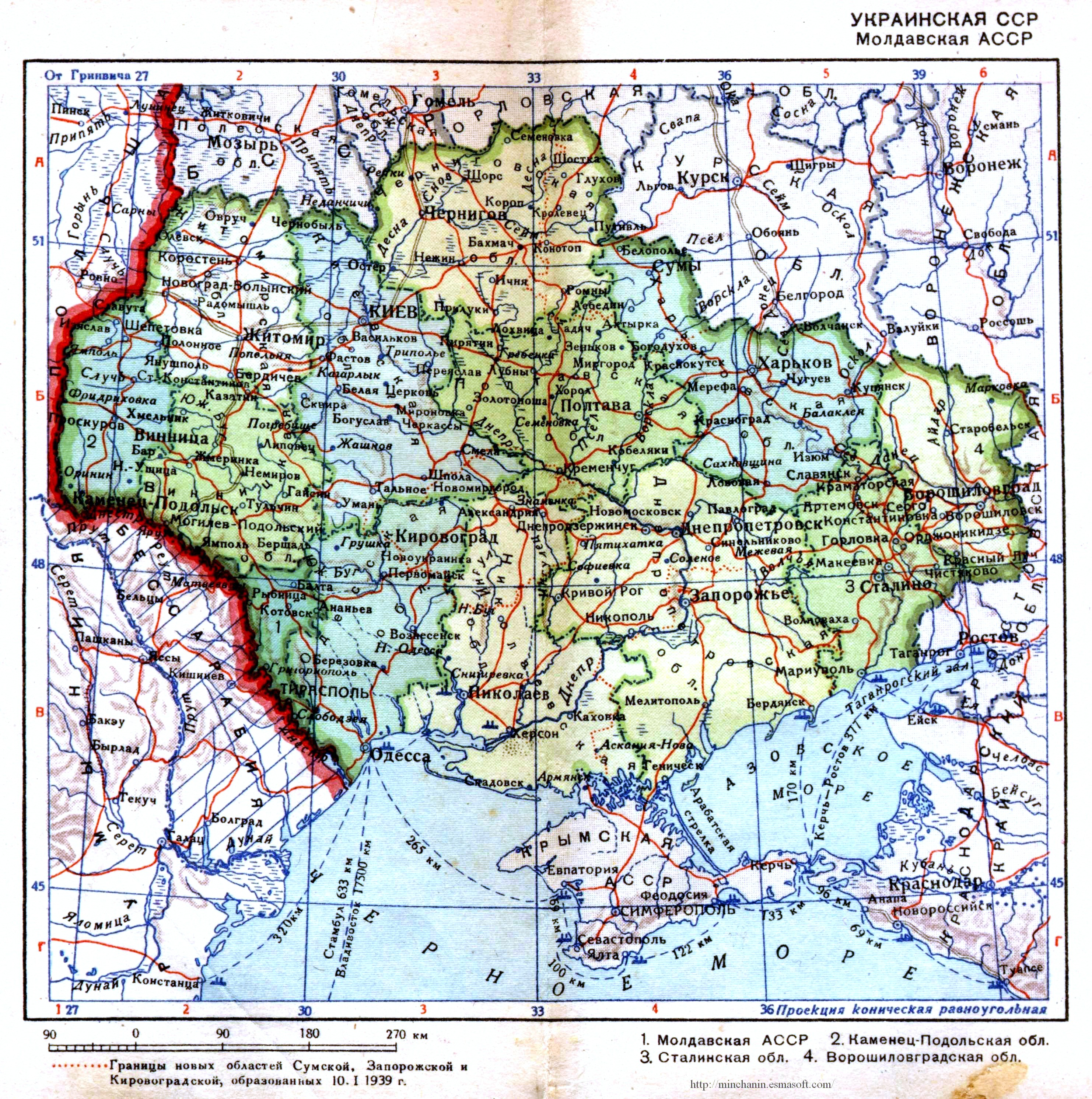
УРСР, 1938 р.
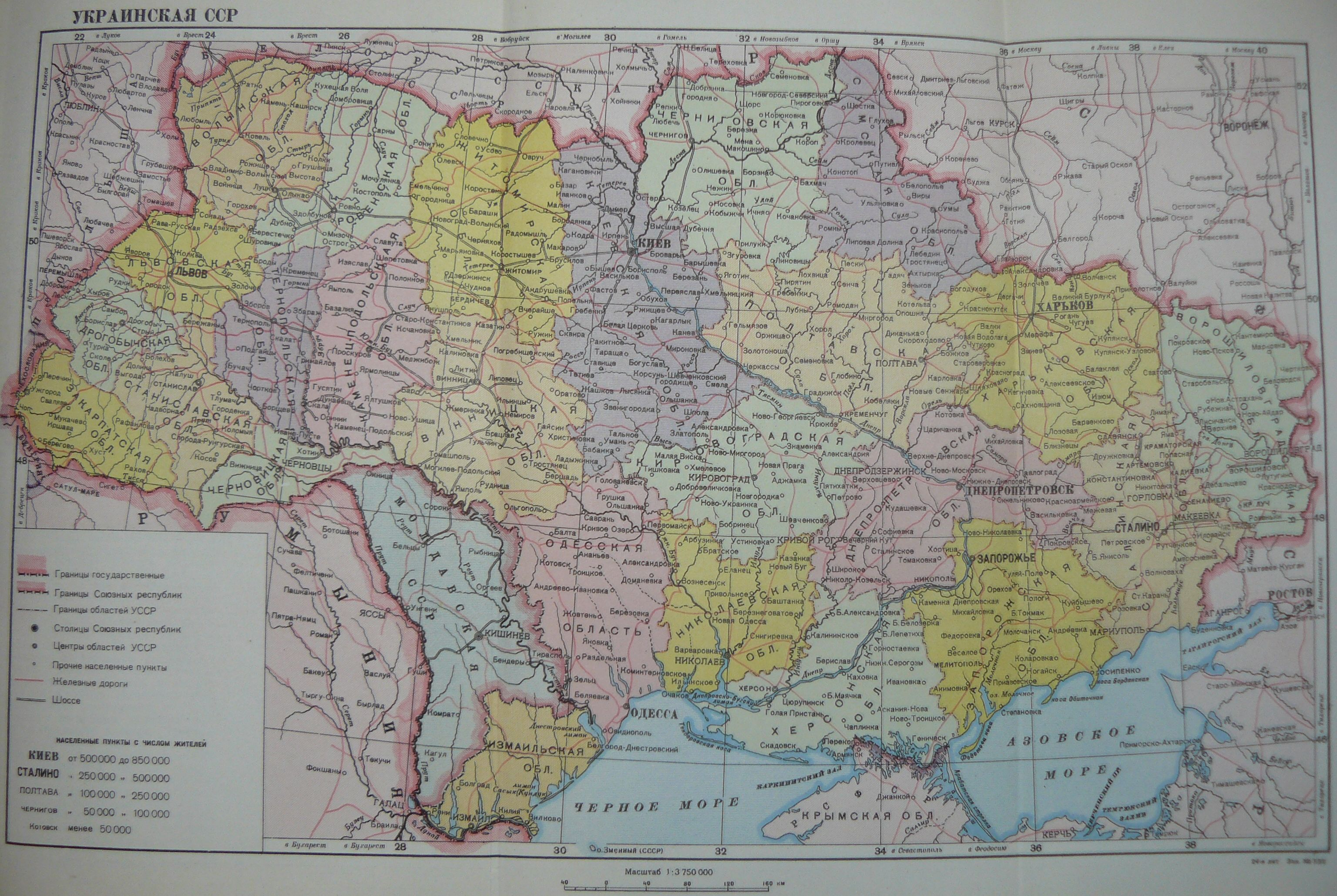
УРСР, 1947 р.

### Припинення існування та правонаступництво
16 липня 1990 року Верховна Рада УРСР прийняла Декларацію про державний суверенітет України, якою проголосила верховенство Конституції і законів УРСР на своїй території.
24 серпня 1991 року Верховна Рада УРСР проголосила незалежність України та створення самостійної української держави — України. Зокрема, було визначено, що «віднині на території України мають чинність виключно Конституція і закони України».
Закон України «Про правонаступництво України» від 12 вересня 1991 р. проголосив Україну правонаступницею УРСР.
8 грудня 1991 року Леонід Кравчук та Вітольд Фокін підписали від імені України, як однієї з країн-засновниць СРСР, Біловезьку угоду, якою було констатовано припинення існування Радянського Союзу і припинено діяльність усіх союзних органів на території України та інших країн-підписантів.
1992 року Уряд УНР в екзилі передав повноваження та атрибути державної влади новообраному Президентові України.

## Державно-політичний устрій
Радянські органи в Україні за революції — Центральний Виконавчий Комітет України і Народний Секретаріат (гол. Є. Медведєв, згодом М. Скрипник), утворені в Харкові 25 і 30 грудня 1917 р., як і створений у Курську наприкінці 1918 Тимчасовий Робітничо-Селянський Уряд України (голова Ю. Пятаков), були задумані як протиставлення урядові УНР. Більшовики проголосили Україну «республікою рад робітничих, солдатських і селянських депутатів» у тісному федеративному зв'язку з Радянською Росією. Проте конституція УСРР 14.03.1919 р. не згадувала про федеративні зв'язки і номінально створила «незалежну» державу. Фактично ж весь час діяла зверхність Москви (партії й уряду РРФСР) над УСРР, насамперед через КП(б)У, яка, за винятком короткого періоду між партійною конференцією в Таганрозі в квітні 1918 р. і першим з'їздом КП(б)У в Москві у липні 1918 р., була не тільки фактично, але й формально складовою частиною РКП(б) (що пізніше була перейменована на ВКП(б), а потім на КПРС).
Утворені, згідно з конституцією, органи влади УСРР були цілковитою подобою органів та інституцій РРФСР, таким же було й радянське законодавство в Україні. Навіть законодавчі акти РРФСР застосовувалися автоматично в Україні. Видимість державності УСРР при її фактичному підпорядкуванні російській центральній владі були лише перехідною стадією, диктованою станом війни і наявністю в Україні чи в екзилі уряду УНР. Цей стан мав стабілізуватися створенням союзної держави — СРСР, складовою частиною якого стала УСРР.
Найвищим органом державної влади за 1919—1922 pp. був Всеукраїнський З'їзд робітничих, селянських і червоноармійських депутатів, який обирав Всеукраїнський Центральний Виконавчий Комітет, що здійснював верховну владу між Всеукраїнськими З'їздами; виконавчо-адміністративним органом була Рада Народних Комісарів. На місцях поставали подібні ради: міські, сільські, волосні, повітові і губерніальні з їх виконавчими комітетами. Ці органи влади творилися шляхом посередніх виборів, при чому міське робітниче та сільське населення не були однаково репрезентовані (з дискримінацією останнього), при відлученні від участі у виборах різних категорій громадян, позбавлених права голосу.
Включення УСРР до РРФСР відбувалося шляхом об'єднання наркоматів унаслідок укладення т. зв. союзно-оборонних і господарських договорів між двома, або й всіма наявними радянськими республіками (1.06.1919 і 28.12.1920). Спільне керівництво, а насправді обмеження і підпорядкування найважливіших ділянок державної влади російському центрові (оборона, транспорт, праця, зовнішня торгівля, пошта-телеграф) робили характер УСРР як окремої державної формації, сумнівним.
УСРР мала у новій і формальній федерації СРСР після 1922 року номінально рівноправне місце з РРФСР, Білоруською РСР та Закавказькою Федерацією. Згідно зі зміненою у травні 1925 року конституцією УСРР та її новим варіантом 1929 року, верховні органи влади були подібні до попередніх: Всеукраїнський З'їзд Рад, Всеукраїнський Центральний Виконавчий Комітет (голова Г. Петровський) і Рада Народних Комісарів (В. Чубар, П. Любченко). Органи державного управління — наркомати були поділені на: а) злиті, які існували в уряді СРСР і мали в республіках своїх уповноважених, б) об'єднані (існували при урядах і СРСР і УСРР) та в) самостійні (діяли лише у республіках). За союзним договором було створено 5 загальносоюзних наркоматів: закордонні справи, оборона, зовнішня торгівля, транспорт та пошта і телеграф. Проте шляхом внесення змін до законодавства поступово об'єднано низку інших ділянок державного життя.
Ще більшу централізацію влади і державного управління установили нові конституції СРСР (1936) і УРСР (1937), згідно з якими була впроваджена система прямих виборів та надано всім громадянам однакові виборчі права. Найвищу владу за цими конституціями здійснювала Верховна Рада та її президія, а виконавчу — Рада Народних Комісарів (з 1946 — Рада Міністрів). Наркомати було поділено на: а) загальносоюзні, б) союзно-республіканські і в) республіканські, при чому обсяг безпосередньо чи опосередковано централізованих галузей поширився.
Конституційним законом від 01.02.1944 поширено компетенцію УРСР на зовнішні справи й оборону утворенням союзно-республіканських наркоматів (згодом міністерств з цих ділянок). З кінця 1940-х pp. припинено призначення міністра оборони УРСР.
Й. Сталін у своєму листі до президента США Франкліна Делано Рузвельта (11 лютого 1945), пов'язаному з обговоренням питання створення ООН, фактично визнавав повністю залежний характер УРСР:
|  | Я цілком згодний з Вами, що, оскільки число голосів Радянського Союзу збільшується до трьох у зв'язку з включенням до списку членів Асамблеї Радянської України і Радянської Білорусі, належить також збільшити кількість голосів для США. Оригінальний текст (рос.) Я совершенно согласен с Вами, что, поскольку число голосов Советского Союза увеличивается до трех в связи с включением в список членов Ассамблеи Советской Украины и Советской Белоруссии, следует также увеличить количество голосов для США. |

Після смерті Сталіна відбулися деякі зміни у державно-правовому статусі УРСР. Від кінця 1950-х років поширено права виборних рад по лінії т. зв. демократизації і більшої участі рад у розв'язуванні державних справ. У Верховній Раді УРСР було створено постійні комісії, які збиралися раз на 3 місяці на короткі сесії для розгляду доручених їм питань. Крім попередніх комісій (мандатної, законодавчих передбачень, закордонних справ і старійшин), було утворено комісії: планово-бюджетну, важкої промисловості, легкої і харчової промисловості, місцевої промисловості, будівництва, транспорту і зв'язку, сільського господарства, комунального господарства і побутового обслуговування, торгівлі, освіти й науки, культури, охорони здоров'я і соціального забезпечення, охорони природи, молоді (за станом на 1971). Постійні комісії також було утворено при місцевих радах. Серед інших, комісії, до складу яких входили і не члени рад, мали своїм завдання сприяти виконанню заходів місцевого управління.
У зв'язку з курсом на «розширення прав союзних республік» УРСР шляхом відповідних конституційних змін було надано деякі повноваження, які раніше належали загальносоюзними органами управління: у справах адміністративно-територіального поділу, судоустрою і судочинства, деякі права у розробці місцевого бюджету та господарського планування. УРСР одержала право на власне законодавство у цих сферах, щоправда, в межах загальносоюзного законодавства і лише з доручення союзних органів. За таким самим порядком було опрацьовано наприкінці 1950—1960-х років низку нових кодексів УРСР, які розробили на підставі загальних основ союзного законодавства; вони засадничо нічим не відрізнялися від кодексів інших республік.
Подібним чином було розширено повноваження виконавчої влади УРСР з середини 1950-х років. В уряді УРСР було утворено деякі союзно-республіканські міністерства, які раніше не існували: зв'язку, вищої освіти (якому в УРСР підпорядковано 58 вишів), енергетики й електрифікації; збільшилося число союзно-республіканських комітетів; було переведено союзно-республіканські міністерства в розряд республіканських (торгівлі, будівельних матеріалів, хлібопродуктів, юстиції, внутрішніх справ, охорони громадського порядку). Тоді ж ряд міністерств у Москві і Києві було ліквідовано, а управління тими галузями перейшло до рад народного господарства. Цей децентралізаційний курс, що з нього скористалися республіканські уряди, припинився в середині 1960-х років, і тоді було відновлено центральні міністерства у Москві, а в УРСР перетворено ряд республіканських на союзно-республіканські (освіти, торгівлі, внутрішніх справ, сільського господарства, монтажних і спеціальних робіт, промислового будівництва, лісової і деревообробної промисловості, харчової промисловості, будівельних матеріалів, радгоспів) або їх було скасовано взагалі (юстиції, охорони громадського порядку). Так само ряд комітетів Ради Міністрів УРСР стали союзно-республіканськими комітетами; союзно-республіканське міністерство хімічної промисловості стало загальносоюзним у 1970 році.
З кін. 1960-х років Рада Міністрів розрослася знову на важку централізовану бюрократичну машину з перевагою союзно-республіканських міністерств і державних комітетів (1978 — 28 і 16 з кількома ін. підпорядкованими органами) тільки при шістьох республіканських міністерствах.
Нова конституція УРСР 1978 року, ухвалена на зразок конституції СРСР 1977 року, повторювала дослівно головні статті останньої і вносила лише мінімальні зміни до структури влади: Верховна Рада обиралася на 5 років у складі 650 депутатів; місцеві ради обиралися на 2,5 роки. У складі Ради Міністрів УРСР було утворено президію, яка фактично існувала й раніше, хоч досі не була конституційним органом. Міністерства і далі поділялися на союзні, союзно-республіканські і республіканські, яких нова конституція не перераховувала. Зміни у структурі і категоріях міністерств регулювалися тепер уже звичайними законами. Конституція уже не згадувала повноважень УРСР у сфері збройних сил, таким чином було формально ліквідовано союзнореспубліканське міністерство оборони.
УРСР формально і фактично була унітарною формацією і не мала у своєму складі ніяких автономних одиниць. До 1940 року була в її складі Молдавська АРСР, яка перейшла на статус союзної республіки. Тогочасна Кримська область УРСР до 1944 року була АРСР у межах РРФСР. Бувши сама централізованою одиницею, УРСР входила у ширшу централізовану структуру СРСР; органам влади останньої підпорядковувалися державні органи УРСР. Керівною силою політичної системи УРСР була КПРС, яка діяла в Україні через повністю інтегровану в неї Комуністичну Партію України.
Наслідуючи інші держави, УРСР, як і 14 інших радянських союзних республік, мала деякі зовнішні ознаки також держави: прапор, державний гімн і герб.
Питання суверенітету, правосуб'єктивності та природи радянської союзної республіки в колах теоретиків державного права були й лишаються дискусійними. Радянська доктрина наполягала на наявності суверенних прав союзних республік, у тому числі й УРСР. Натомість більшість західних правників заперечували суверенний характер союзних республік. Обмежена участь УРСР, як і деяких інших республік, у міжнародних взаєминах до 1923 року та після 1944 року надавала їм лише часткову правосуб'єктність, яку не можна було вважати істотною функцією українського радянського державного організму, а можна було говорити лише про тактичне значення для зверхньої держави — СРСР. Саме СРСР визначав доцільність чи недоцільність тих чи інших дій УРСР у зовнішніх зв'язках, маніпулюючи ними з погляду інтересів радянської великодержавної політики. Обсяг формально окремих міжнародних зв'язків УРСР був надзвичайно вузьким і селективним: право на посольства здійснювалося лише мінімально (представництво УРСР при ООН і місія при ЮНЕСКО в Парижі; у Києві не було ні одного акредитованого дипломатичного представника іноземної держави), існували лише генеральні консульства європейських соціалістичних країн, а в 1976—1979 існувало консульство США; в Одесі були розташовані генеральні консульства Болгарії, Куби й Індії. УРСР брала участь лише у тих міжнародних конференціях, де це не підносило її престижу як окремої держави (наприклад, в технічних і адміністративних). УРСР підписала тільки колективні (багатосторонні) міжнародні угоди (в 1944—1945 була сиґнатором двох двосторонніх угод), але не політичного характеру; УРСР не брала жодної участі як окрема держава в нарадах і міжнародних організаціях країн соціалістичного блоку.
Участь УРСР в ООН та спеціалізованих і міжурядових організаціях, очевидно, була умотивована лише можливістю здобуття таким чином додаткового впливу і голосів для СРСР. Розбудований для цих обмежених зовнішньополітичних дій апарат в уряді УРСР був мінімальним: міністерство закордонних справ, комісія закордонних справ Верховної Ради, згадані вже місії в Нью-Йорку і Парижі (представник УРСР у Женеві входив до складу загальнорадянської місії при європейській штаб-квартирі ООН). В 1947 році Москва відкинула пропозицію Великої Британії про встановлення прямих дипломатичних зв'язків з Києвом. Так само не існувало у Києві неурядових установ міжнародного спілкування, як це було в Москві чи столицях інших країн радянського блоку (асоціації сприяння ООН тощо). Український Червоний Хрест, Республіканський Комітет молоді тощо не були членами відповідних міжнародних союзів. Т. зв. товариства дружби і культурного зв'язку з закордонними країнами (СРСР — Франція, СРСР — Італія тощо) діяли у загальносоюзному масштабі, а їх роботу в Києві лише координувало Українське товариство дружби і культурних зв'язків, що було підрозділом Союзу радянських товариств дружби. У цьому ж плані діяло й товариство культурних зв'язків з українцями за кордоном «Україна». Конституція УРСР 1978 року не внесла ніяких змін у зовнішньополітичні повноваження УРСР, хоч деякі українські радянські правники (І. Лукащук) свого часу вказували на потребу чіткішого розмежування і визначення їх.
Не зважаючи на мінімальні вияви прав УРСР у практиці зовнішньої політики та на їх допоміжну функцію у радянській зовнішній політиці, з погляду позитивного міжнародного права (чинне право і його виявлення в актах) можна ствердити часткову правосуб'єктність УРСР, при чому потенційно вона могла бути значно поширена.
Суверенний характер УРСР можна ставити під сумнів не лише з погляду міжнародного, але й державного права. У принципі класична теорія держави не знає такого прецеденту, щоб одна державно-політична одиниця, як УРСР, була так залежна від іншої зверхньої держави, — СРСР, — і водночас претендувала б на статус окремої держави. Лише деякі васальні держави і протекторати у минулому були в подібному становищі.
24 серпня 1991 року Верховна Рада УРСР проголосила незалежність України, підтверджену всенародним референдумом 1 грудня 1991 року.

## Адміністративно-територіальний поділ
На момент створення УСРР фактично не охоплювала території Західної України (Львів, Рівне, Тернопіль, Дрогобич та ін.), Криму, територій Донецько-Криворізької радянської республіки (Харків, Луганськ, Донецьк, Кривий Ріг та ін.), Північної Буковини (з Чернівцями), Закарпаття, частини Бессарабії, Одеси. Одночасно, з самого початку свого існування вона претендувала на територію 9 українських губерній (Таврійської — без Криму). Постановою ЦК РКП(б) від 15 березня 1918 року Донецький басейн був визнаний територією України. На Другому Всеукраїнському з'їзді рад були присутні делегати від Донбасу, а Україна була проголошена незалежною радянською федеративною республікою. При цьому до складу УСРР входили південні території сучасної Гомельської області Білорусі.

### Зміни 1919—1926рр.
Після закріплення радянської влади в Україні, її столицею до середини березня 1919 р. був Харків. До складу УСРР якийсь час входили Білгородський і Грайворонський повіти дореволюційної Курської губернії. 31 січня 1919 р. РНК УСРР приймає постанову про утворення Донецької губернії в складі двох повітів — Бахмутського та Слов'яносербського. У чернетці постанови обмовлялося, що український уряд не претендує на Донську область РСФРР. 25 лютого 1919 р. розглядалося питання про кордони між РСФРР і УСРР. Основним рішенням було зберегти дореволюційні кордони між губерніями як кордони між республіками, але 4 північні повіти Чернігівської губернії були передані РСФРР, яка включила їх до складу Гомельської губернії — першої нової губернії, яку створило радянське керівництво.
15 березня 1920 р. РСФРР передала УСРР станиці Гундорівську, Кам'янську, Калітвянську, Усть-Белокалітвянську, волость Карбово-Обріську Донецького округу, ст. Володимирську, Олександрівську Черкаського округу і далі по лінії ст. Козачі Лагері, Мало-Несветайская, Нижньо-Крепінська, Таганрог (разом з округом). У серпні 1924 року частина Шахтинської і Таганрозької округ Донецької губернії Української РСР були повернені до складу РСФРР.
У 1925—1926 рр. продовжилося збільшення території України: 16 жовтня 1925 р. РСФРР передає частину Курської губернії (територія Путивльського повіту (без Крупецької волості), Кренічанську волость Грайворонського повіту, 2 неповні волості Грайворонського та Бєлгородського повітів); 1 квітня 1926 додана Семенівська волость Новозибківського повіту Брянської губернії; Троїцька волость Валуйського повіту Воронезької губернії.

### Зміни 1939—1954рр.
У вересні 1939 року радянські війська окуповують у Польщі територію Західної України, яка 14 листопада 1939 р. офіційно увійшла до складу УРСР. З придбаних територій 16 серпня 1945 р. Польщі були зроблені деякі поступки, лінія кордону УРСР з Польщею проведена по лінії Керзона з невеликими відхиленнями на користь Польщі (в тому числі місто Перемишль).
28 червня — 3 липня 1940 р. війська СРСР зайняли Бессарабію і Північну Буковину, що належали Румунії. 2 серпня 1940 р. зі складу УРСР виведено Придністров'я (воно разом з рядом територій у Бессарабії утворило Молдавську РСР). УРСР одержала Північну Буковину з Чернівцями, південні райони Бессарабії з містом Білгород-Дністровський (Аккерман).
У березні 1945 року, згідно з радянсько-польськими договорами, частина Дрогобицької області (Бірчанський, Ліськівський і західна частина Перемишльського району з містом Перемишль) були передані Польщі.
29 червня 1945 р. у Москві було підписано угоду про входження Підкарпатської Русі, що належить Чехословаччини, до складу УРСР. Крім того, були передані деякі власне словацькі території. Нові території отримали назву Закарпаття.
У травні 1948 Медиківський район зі складу Дрогобицької області передано Польщі.
15 лютого 1951 відбувся обмін територіями між СРСР і Польщею, в результаті чого УРСР втратила частину території Дрогобицької області (Нижньо-Устріцький район).
19 лютого 1954 зі складу РРФСР до складу УРСР передано Крим (без вказівки статусу міста Севастополя).
Адміністративний поділ Української РСР станом на 17 січня 1979:
| Області              | Райони | Сільради | Міста | смт | Міські райони | Нас., тис. | % містян | Густота на 1 км² |
| -------------------- | ------ | -------- | ----- | --- | ------------- | ---------- | -------- | ---------------- |
| Українська РСР       | 479    | 8 522    | 412   | 899 | 120           | 49 755     | 61       | 82,4             |
| Вінницька            | 26     | 591      | 11    | —   | 28            | 2 046      | 35       | 77,2             |
| Волинська            | 15     | 309      | 10    | 20  | —             | 1 015      | 40       | 50,3             |
| Ворошиловградська    | 18     | 170      | 37    | 105 | 4             | 2 787      | 85       | 104,4            |
| Дніпропетровська     | 20     | 219      | 18    | 54  | 18            | 3 639      | 80       | 114,1            |
| Донецька             | 18     | 204      | 49    | 134 | 20            | 5 160      | 89       | 194,7            |
| Житомирська          | 22     | 531      | 9     | 41  | 2             | 1 597      | 44       | 53,4             |
| Закарпатська         | 13     | 257      | 9     | 28  | —             | 1 155      | 38       | 90,2             |
| Запорізька           | 18     | 228      | 13    | 20  | 6             | 1 947      | 71       | 71,6             |
| Івано-Франківська    | 14     | 350      | 13    | 26  | —             | 1 332      | 36       | 95,8             |
| Київська (вкл. Київ) | 25     | 559      | 23    | 29  | 12            | 4 068      | 74,1     | 140,7            |
| Кіровоградська       | 21     | 293      | 12    | 26  | 2             | 1 251      | 52       | 50,9             |
| Кримська             | 15     | 231      | 15    | 54  | 10            | 2 183      | 67       | 80,9             |
| Львівська            | 20     | 487      | 39    | 36  | 5             | 2 584      | 53       | 118,5            |
| Миколаївська         | 19     | 216      | 7     | 20  | 4             | 1 242      | 60       | 50,5             |
| Одеська              | 26     | 349      | 17    | 29  | 8             | 2 544      | 62       | 76,4             |
| Полтавська           | 25     | 375      | 15    | 21  | 5             | 1 741      | 50       | 60,5             |
| Рівненська           | 15     | 306      | 9     | 18  | —             | 1 121      | 36       | 55,8             |
| Сумська              | 18     | 341      | 15    | 20  | 2             | 1 463      | 53       | 61,5             |
| Тернопільська        | 16     | 423      | 16    | 14  | —             | 1 163      | 31       | 84,3             |
| Харківська           | 25     | 327      | 16    | 62  | 9             | 3 056      | 75       | 97,3             |
| Херсонська           | 18     | 214      | 8     | 30  | 3             | 1 164      | 58       | 40,8             |
| Хмельницька          | 20     | 466      | 11    | 25  | —             | 1 558      | 36       | 75,6             |
| Черкаська            | 20     | 412      | 15    | 19  | 2             | 1 547      | 44       | 74,0             |
| Чернівецька          | 10     | 204      | 10    | 9   | 3             | 890        | 38       | 109,9            |
| Чернігівська         | 22     | 460      | 15    | 31  | 2             | 1 502      | 44       | 47,1             |

## Збройні сили
Див. також: Червона армія, Радянська армія, Чорноморський флот (СРСР)
За часів СРСР на території України збільшувалася кількість ядерної зброї, яка знаходилася на території України.
До цього угруповання входило:
1. 176 стаціонарних МБР:
- 130 рідинних, по шість боєголовок кожна.
- 46 твердопаливних МБР по десять боєголовок, з дальністю польоту до 11 000 км.

2. Частини мобільних стратегічних ракет типу «Темп» з ядерними боєголовками.
3. Фронтові та армійські бригади оперативно-тактичних ракет з ядерними боєголовками. Були розміщені в усіх військових округах на території УРСР, у Київському військовому окрузі — у Білій Церкві, Кіровограді, Кременчуці.
4. Частини тактичних ракет, що могли нести ядерні боєголовки.
5. 44 важких стратегічними бомбардувальниками Ту-95МС (25 одиниць) і Ту-160 (19 одиниць), оснащених ядерними крилатими ракетами класу «повітря — земля» великої дальності (1080 одиниць) і декількома сотнями одиниць тактичної ядерної зброї.
За своїм кількісним складом та потужністю ядерна зброя, що залишилася на 1992 рік на території України, посідала третє місце у світі після Росії і США.

## Населення

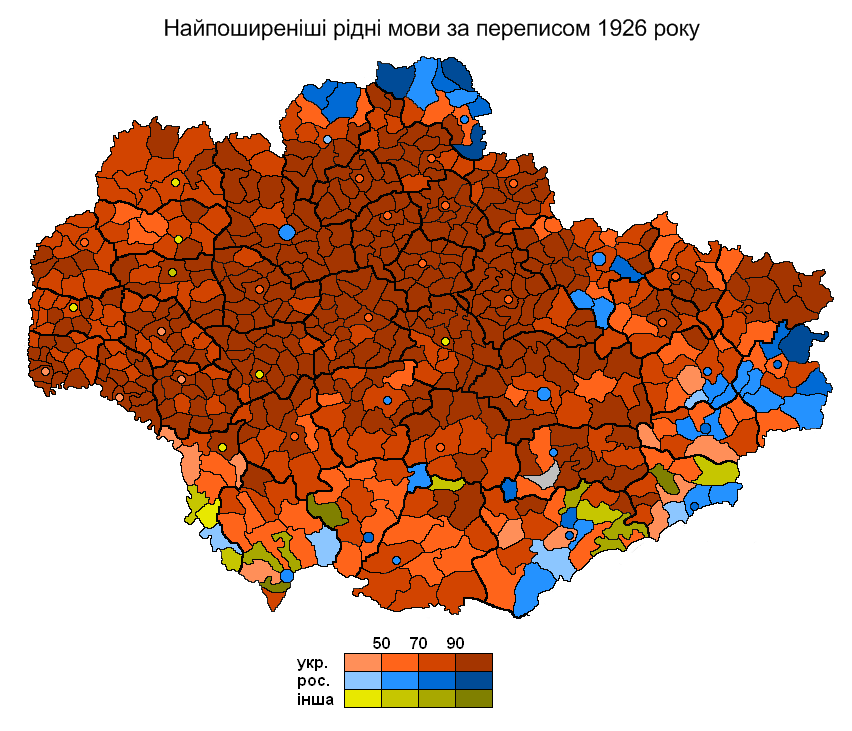
Найпоширеніші рідні мови в Українській РСР за даними перепису 1926 р.
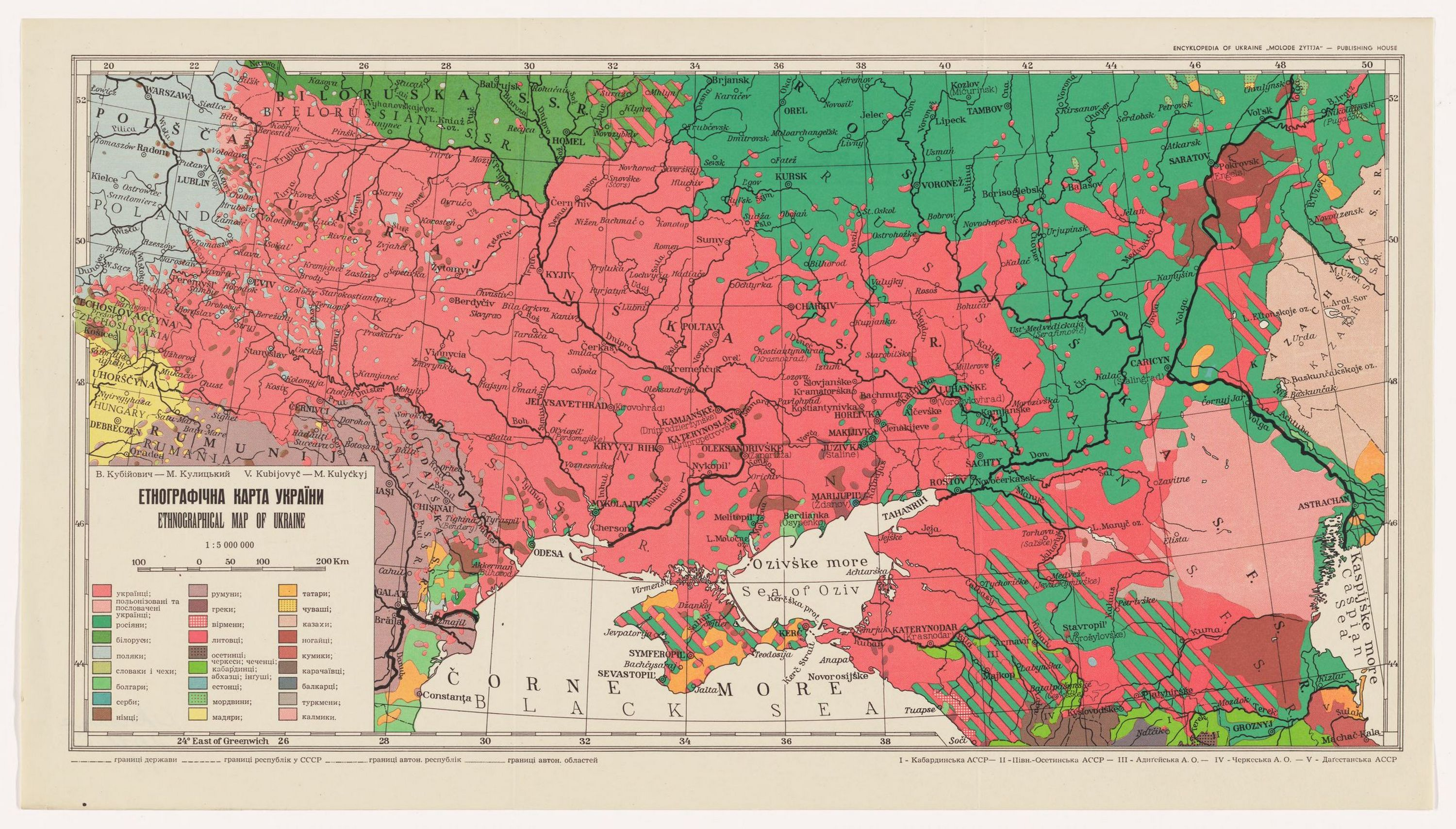
Українські етнічні терени, 1945
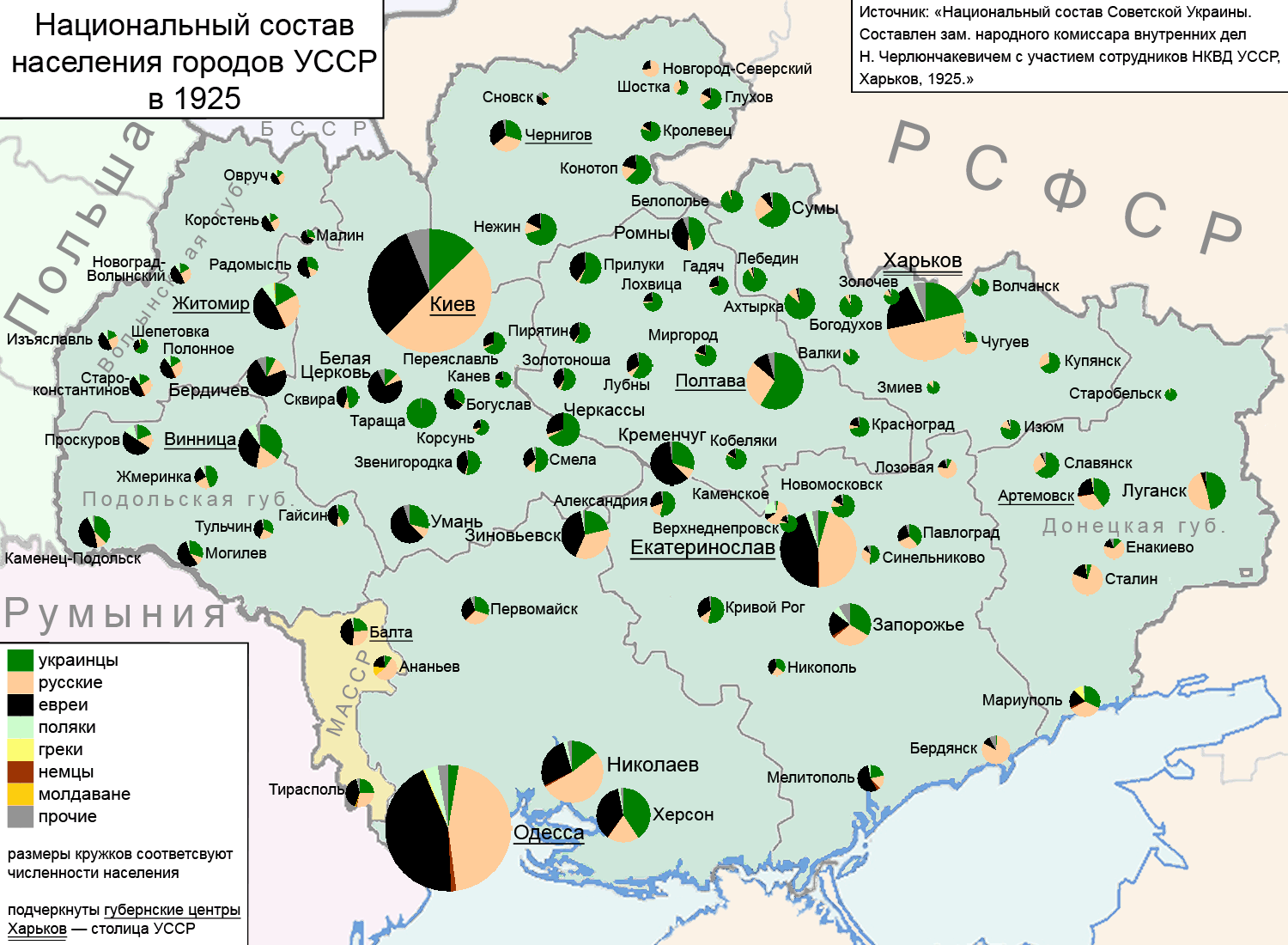
Національний склад населення міст УСРР, 1925

На початку 1920-х років, унаслідок політики царизму, українські міста були зросійщені. Українці у містах становили менше третини населення, а в Києві — 17 %, у Харкові — менше ніж 25 %, в Одесі — не більше 10 %. Так само російськими або російськомовними були більшовицька верхівка, інтелігенція та пролетаріат. З 3702 відповідальних працівників губернського, окружного і районного рівнів українською мовою володіли лише 797 чол. Ще менше таких працівників було у республіканських установах. З усім тим, станом на 1926 рік частка українців у населенні України становила 80 %, тоді як інших національностей — лише 20 %.

### Населення УРСР згідно з переписами
| 1926       | 1931       | 1937       | 1939       | 1959       | 1970       | 1979       | 1989       |
| ---------- | ---------- | ---------- | ---------- | ---------- | ---------- | ---------- | ---------- |
| 29 018 187 | 31 403 200 | 28 387 609 | 30 946 218 | 41 869 046 | 47 126 517 | 49 754 642 | 51 706 742 |

ПП — природний приріст у порівнянні з попереднім переписом.
| Національності  | 1926    | %     | 1939    | %     | ПП %  | 1959    | %     | ПП %  | 1970    | %     | ПП %  | 1979    | %     | ПП %  | 1989       | %     | ПП % |
| --------------- | ------- | ----- | ------- | ----- | ----- | ------- | ----- | ----- | ------- | ----- | ----- | ------- | ----- | ----- | ---------- | ----- | ---- |
| Українці        | 23218,9 | 80,01 | 23667,5 | 76,48 | 1,93  | 32158,5 | 76,81 | 35,87 | 35283,9 | 74,87 | 9,71  | 36489,0 | 73,55 | 3,41  | 37 419 053 | 72,73 | 2,54 |
| Росіяни         | 2677,2  | 9,23  | 4175,3  | 13,49 | 55,95 | 7090,8  | 16,94 | 69,82 | 9126,3  | 19,37 | 28,70 | 10471,6 | 21,11 | 14,74 | 11 355 582 | 22,07 | 8,44 |
| Білоруси        | 75,842  | 0,26  | 158,2   | 0,51  |       | 290,9   | 0,69  |       | 385,8   | 0,82  |       | 406,1   | 0,82  |       | 440 045    | 0,86  |      |
| Кримські татари |         |       |         |       |       | 0,193   | 0,00  |       | 3,554   | 0,008 |       | 6,636   | 0,01  |       | 46 807     | 0,09  |      |
| Молдовани       | 257,8   | 0,89  | 260,4   | 0,84  |       | 241,7   | 0,58  |       | 265,9   | 0,56  |       | 293,6   | 0,59  |       | 324 525    | 0,63  |      |
| Болгари         | 92,078  | 0,32  | 113,5   | 0,37  |       | 219,4   | 0,52  |       | 234,4   | 0,50  |       | 238,2   | 0,48  |       | 233 800    | 0,45  |      |
| Угорці          | 0,869   | 0,003 |         |       |       | 149,2   | 0,36  |       | 157,7   | 0,33  |       | 164,4   | 0,33  |       | 163 111    | 0,32  |      |
| Румуни          | 1,530   | 0,005 | 0,825   | 0,003 |       | 100,9   | 0,24  |       | 112,1   | 0,24  |       | 121,8   | 0,25  |       | 134 825    | 0,26  |      |
| Поляки          | 476,4   | 1,64  | 357,7   | 1,16  |       | 363,3   | 0,87  |       | 295,1   | 0,63  |       | 258,3   | 0,52  |       | 219 179    | 0,43  |      |
| Євреї           | 1574,4  | 5,43  | 1532,8  | 4,95  |       | 840,3   | 2,01  |       | 776,1   | 1,65  |       | 632,9   | 1,28  |       | 486 326    | 0,95  |      |
| Греки           | 104,7   | 0,36  | 107,0   | 0,35  |       | 104,4   | 0,25  |       | 106,9   | 0,23  |       | 104,1   | 0,21  |       | 98 594     | 0,19  |      |
| Вірмени         | 10,631  | 0,04  | 21,688  | 0,07  |       | 28,024  | 0,07  |       | 33,439  | 0,07  |       | 38,646  | 0,08  |       | 54 200     | 0,11  |      |
| Татари          | 22,281  | 0,08  | 55,456  | 0,18  |       | 61,334  | 0,15  |       | 72,658  | 0,15  |       | 83,906  | 0,17  |       | 86 875     | 0,17  |      |
| Цигани          | 13,578  | 0,05  | 10,443  | 0,03  |       | 22,515  | 0,05  |       | 30,091  | 0,06  |       | 34,411  | 0,07  |       | 47 917     | 0,09  |      |
| Азербайджанці   | 0,056   | 0,00  | 4,626   | 0,015 |       | 6,680   | 0,02  |       | 10,769  | 0,02  |       | 17,235  | 0,03  |       | 36 961     | 0,07  |      |
| Грузини         | 1,265   | 0,004 | 10,063  | 0,03  |       | 11,574  | 0,03  |       | 14,650  | 0,03  |       | 16,301  | 0,03  |       | 23 540     | 0,05  |      |
| Німці           | 393,9   | 1,36  | 392,5   | 1,27  |       | 23,243  | 0,06  |       | 29,871  | 0,06  |       | 34,139  | 0,07  |       | 37 849     | 0,07  |      |
| Гагаузи         | 0,014   | 0,00  |         |       |       | 23,530  | 0,06  |       | 26,464  | 0,06  |       | 29,398  | 0,06  |       | 31 967     | 0,06  |      |
| Загалом         | 29018,2 | 100,0 | 30946,2 | 100,0 |       | 41869,0 | 100,0 |       | 47126,5 | 100,0 |       | 49609,3 | 100,0 |       | 51 452 034 | 100,0 |      |

| Зміна національного складу УРСР в 1926—1989 роках | Зміна національного складу УРСР в 1926—1989 роках | Зміна національного складу УРСР в 1926—1989 роках | Зміна національного складу УРСР в 1926—1989 роках |
| --- | --- | --- | --- |
| · Перепис населення УРСР (1926) Українці (80.00%) Росіяни (9.23%) Євреї (5.43%) Поляки (1.64%) Німці (1.36%) Болгари (0.32%) Молдовани (0.89%) Білоруси (0.26%) Греки (0.36%) Інше (0.51%) | · Перепис населення УРСР (1959) Українці (76.81%) Росіяни (16.94%) Євреї (2.01%) Білоруси (0.69%) Молдовани (0.58%) Болгари (0.52%) Поляки (0.87%) Угорці (0.36%) Греки (0.25%) Інше (0.97%) | · Перепис населення УРСР (1979) Українці (73.55%) Росіяни (21.11%) Євреї (1.28%) Білоруси (0.82%) Молдовани (0.59%) Болгари (0.48%) Поляки (0.52%) Угорці (0.33%) Румуни (0.25%) Інше (1.07%) | · Перепис населення УРСР (1989) Українці (72.73%) Росіяни (22.07%) Євреї (0.95%) Білоруси (0.86%) Молдовани (0.63%) Болгари (0.45%) Поляки (0.43%) Угорці (0.32%) Румуни (0.26%) Інше (1.3%) |

## Транспорт

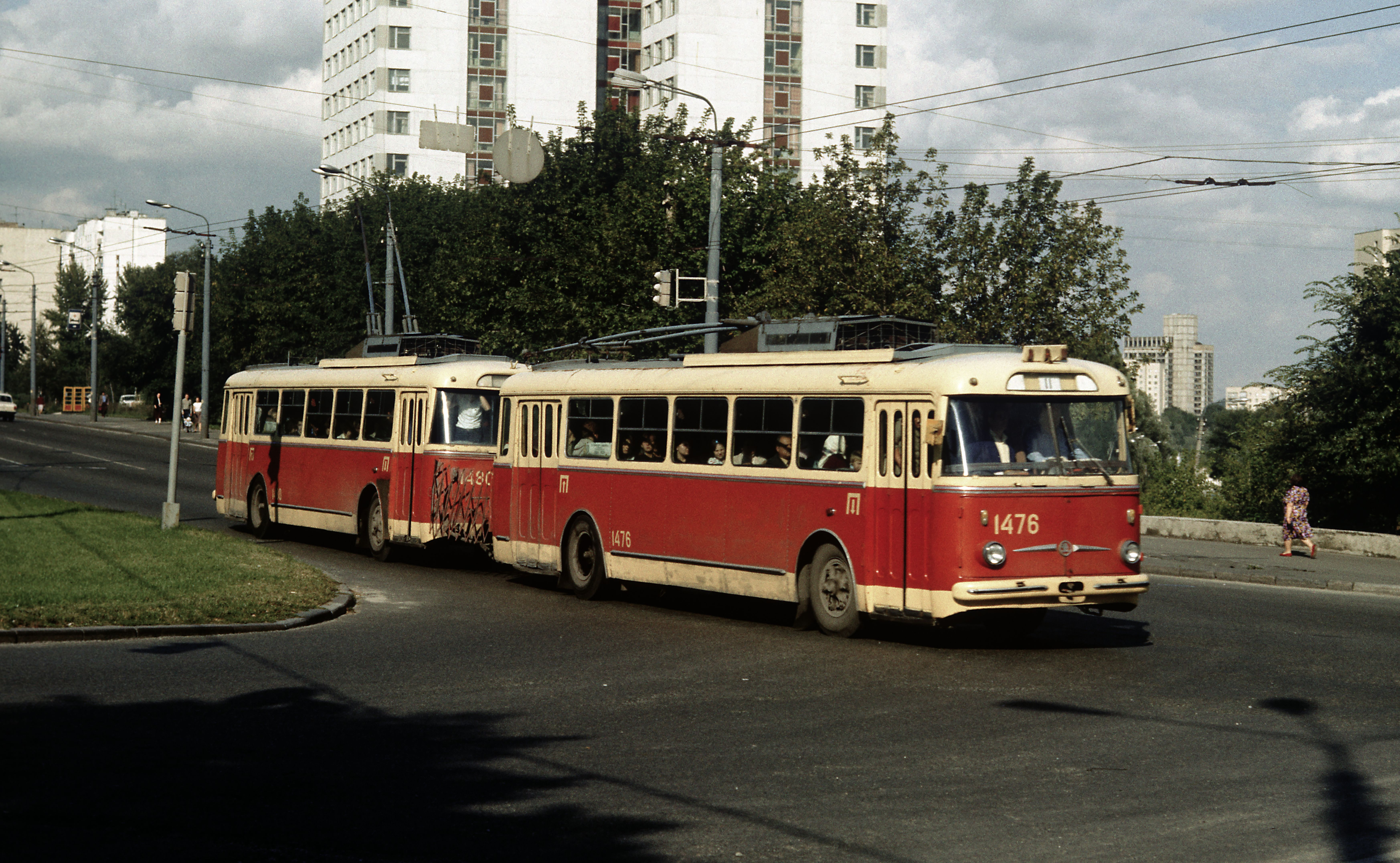
Поїзд з двох тролейбусів Škoda 9Tr з'єднаних за системою Володимира Веклича в Києві (1986 рік)

Транспорт в УРСР був важливим сектором народного господарства, який в економіці УРСР становив 12—13 % всіх коштів продукції, а в таких галузях, як нафтопереробна, вугільна чи хімічна, доходило до 27—35 %. Транспорт в УРСР поділявся на залізничний, річковий, морський, автомобільний, повітряний, трубопровідний і міський пасажирський. 1977 року обіг сектора транспорту (включно з сектором зв'язку) обчислювано на 4,1 млрд крб. (5,6 % усього народного доходу УРСР, 1956 — 3,1 %). 1975 року у транспортній сфері працювало 1,7 млн осіб (10,8 %). Частка України в загальносоюзній продукції транспорту 1975 року становила 16,1 %, число працівників — 18,5 %.
В УРСР вперше у світовій практиці київський винахідник Володимир Веклич створив тролейбусний поїзд, який вийшов у перший рейс 12 червня 1966 року.
30 грудня 1978 року в Києві стала до ладу перша в СРСР лінія швидкісного трамвая побудована за ініціативою Володимира Веклича та Василя Дяконова (1978).